# Bauart Abt

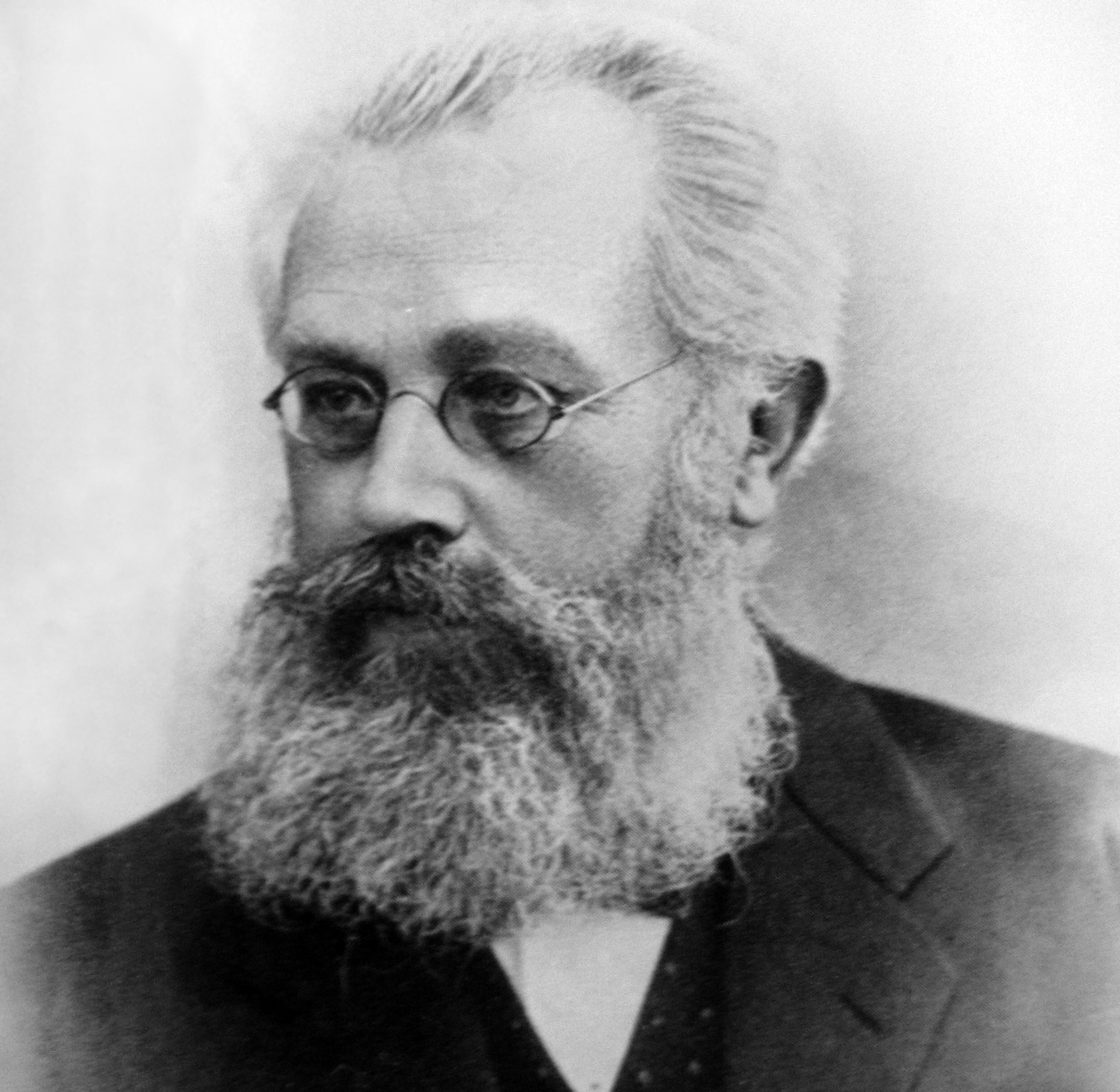
Roman Abt

Unter der Bauart Abt (zuweilen auch als System Abt bezeichnet) werden mehrere Bauarten von Zahnrad-Dampflokomotiven nach den Entwürfen des Schweizer Ingenieurs Roman Abt sowie auch das von ihm entwickelte Zahnstangensystem Abt bezeichnet.
Für die Zahnstangen und Zahnstangeneinfahrten nach Abt siehe:
- System Abt, Lamellenzahnstange, siehe System Abt (Zahnstangensystem)
- System Abt, Typ einer Zahnstangeneinfahrt, siehe Zahnradbahn #Zahnstangeneinfahrt

## Lokomotiven Bauart Abt / System Abt

### Lokomotiven für reinen Zahnradbetrieb
siehe auch: Triebfahrzeuge für reine Zahnradbahnen im Artikel Zahnradbahn

SLM H 2/3

Für die 1890 eröffnete Monte Generoso-Zahnradbahn entwickelte Abt gemeinsam mit der Schweizerischen Lokomotiv- und Maschinenfabrik Winterthur (SLM) die Dampflokomotive Typ MG H2/3, deren Konzept sich sehr gut bewährte und auch für andere Bahnen beschafft wurde. Diese in der Schweiz als H 2/3 bezeichnete Type entwickelte sich zu einer Art Standard-Konstruktion, von denen an die 40 Stück gebaut wurden. Sie wurden auch für das System Riggenbach ausgeführt. In der Schweiz waren sie neben dem Monte Generoso auf der Brienz-Rothorn-Bahn, der Wengernalpbahn und der Schynige Platte-Bahn (beide System Riggenbach) sowie der Bahn auf die Rochers de Naye eingesetzt. Auch für andere Zahnradbahnen in der Schweiz, Spanien, Großbritannien und Österreich-Ungarn wurden Lokomotiven dieser 2zz1’ n2t-Bauart hergestellt.
Allen Lokomotiven gemein ist der geneigte Kessel sowie der ausschließliche Antrieb der Zahnräder, der verwendete Außenrahmen und der Einsatz von Hallschen Kurbeln. Der Antrieb erfolgt durch einen kurzhubigen, hochliegenden Zylinder (System Brown) über einen senkrechten Balancier auf das Gestänge. Die Hubrichtung wird durch den Hebel sowohl umgekehrt als auch (durch unterschiedliche Längen des Hebels) übersetzt, wodurch ein Zahnradgetriebe überflüssig wurde. Während die von SLM für die Schweiz gebauten Maschinen großteils einen Antrieb der ersten Kuppelachse besitzen, wurde z. B. bei den Maschinen der Montserrat-Zahnradbahn (1892) und der österreichischen Bahnen (1893–1900) die zweite Achse angetrieben. Die Übersetzung betrug bei den Schweizer Maschinen 1:1,4, bei den für Montserrat und Österreich gebauten Loks 1:1,6. Die Steuerung erfolgt bei den meisten Lokomotiven durch eine innenliegende Exzentersteuerung.
Hersteller waren neben der SLM die Etablissements Cail in Paris, die Hunslet Engine Company in Leeds, die Baldwin Locomotive Works und die Lokomotivfabrik Krauss & Comp. in Linz an der Donau.

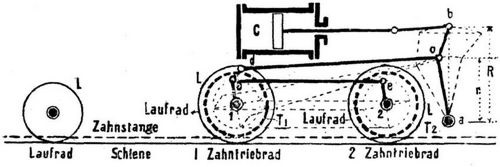
Zeichnung dieses Antriebsprinzips aus der Enzyklopädie des Eisenbahnwesens
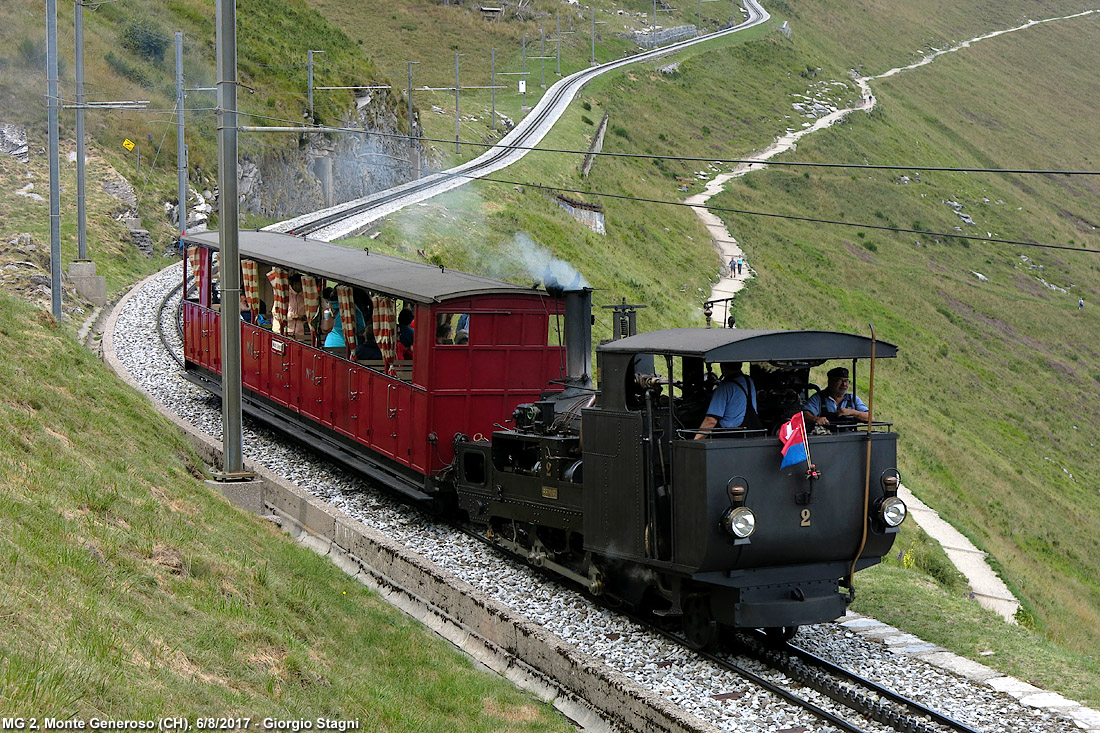
H 2/3 Nr. 2 (1890) der Monte Generoso-Bahn
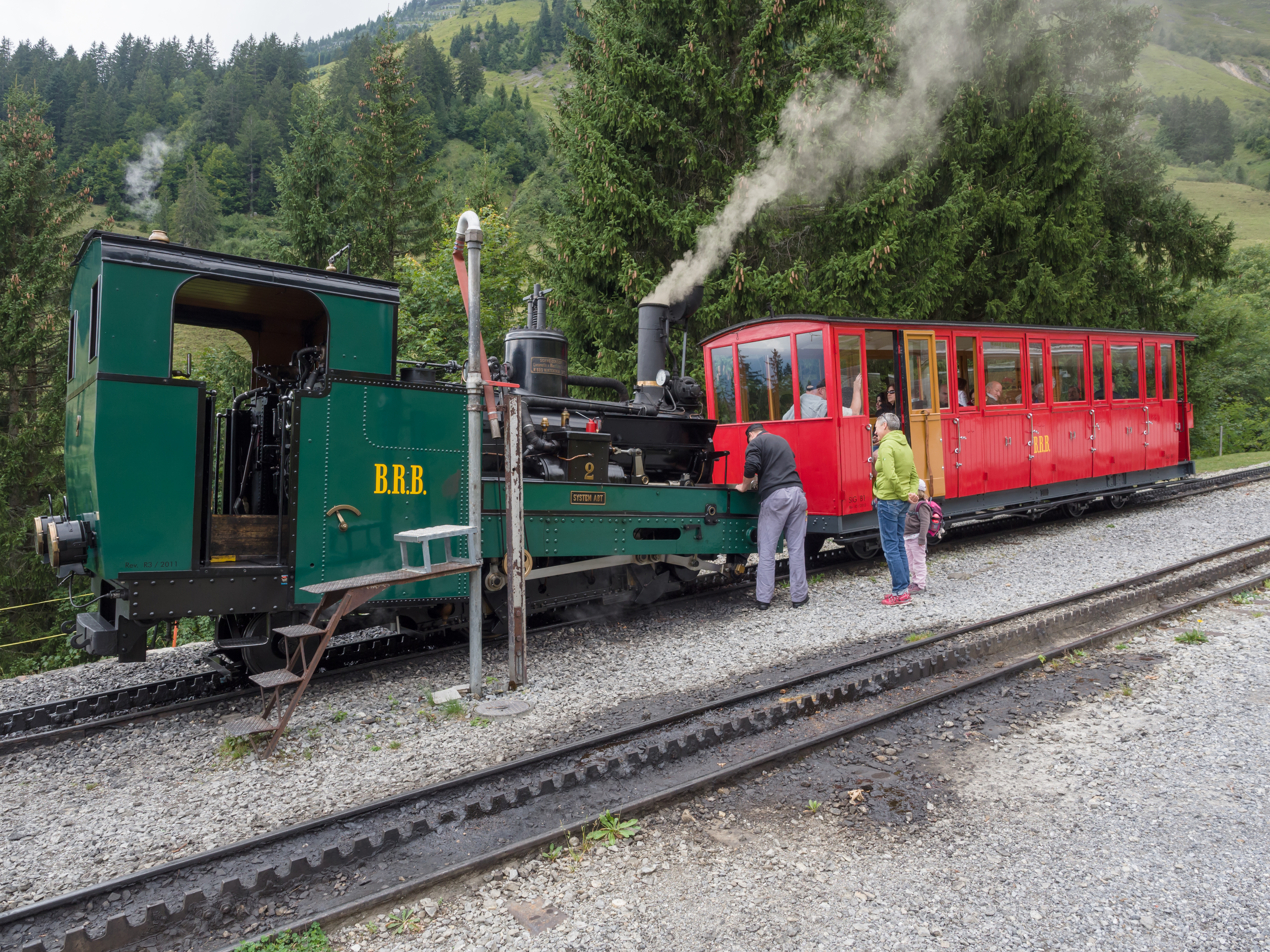
H 2/3 Nr. 2 (1891) der Brienz-Rothorn-Bahn
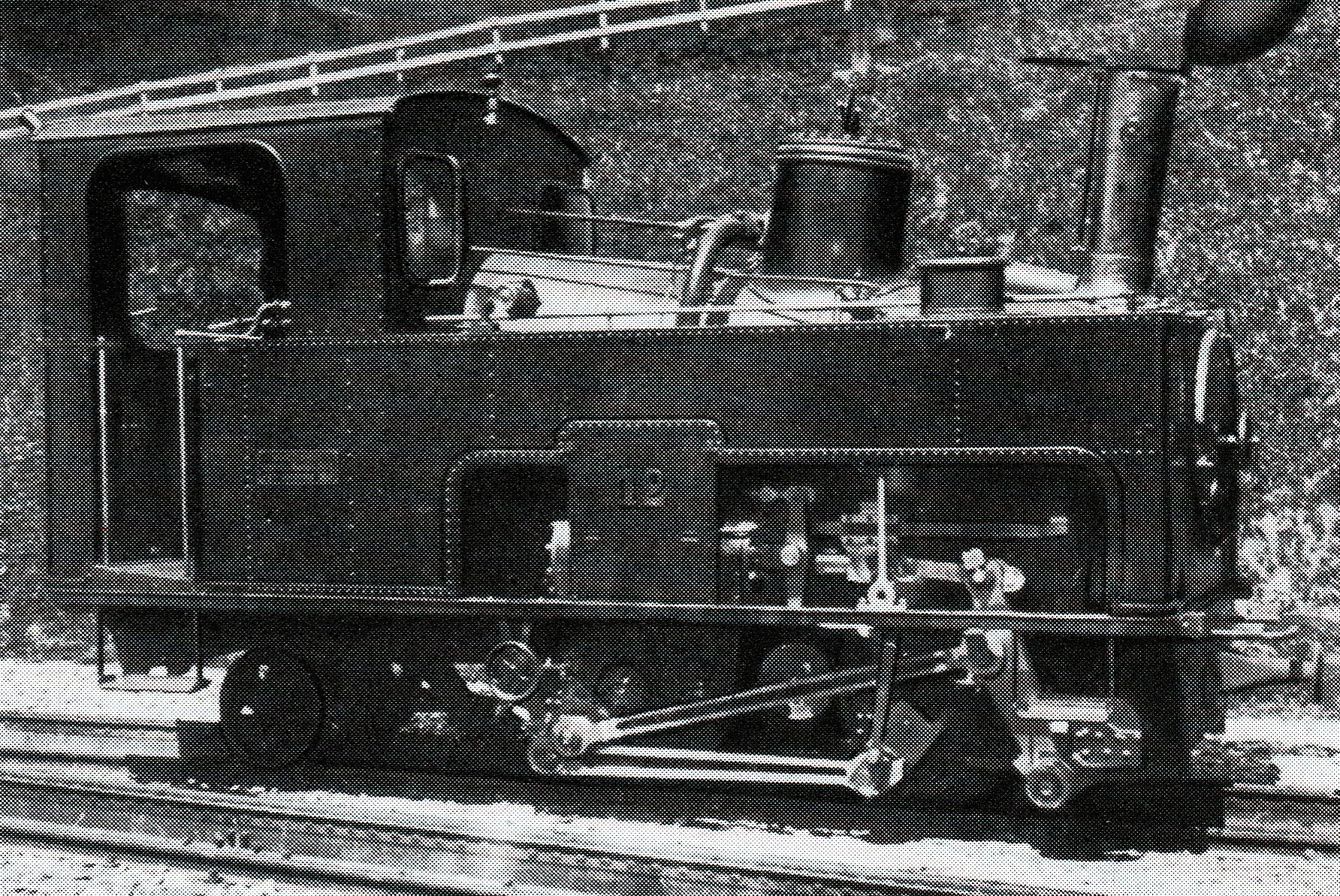
Wengernalpbahn Nr. 12 (1896)
Plan der Lok H 2/3 Nr. 3 der Wengernalpbahn
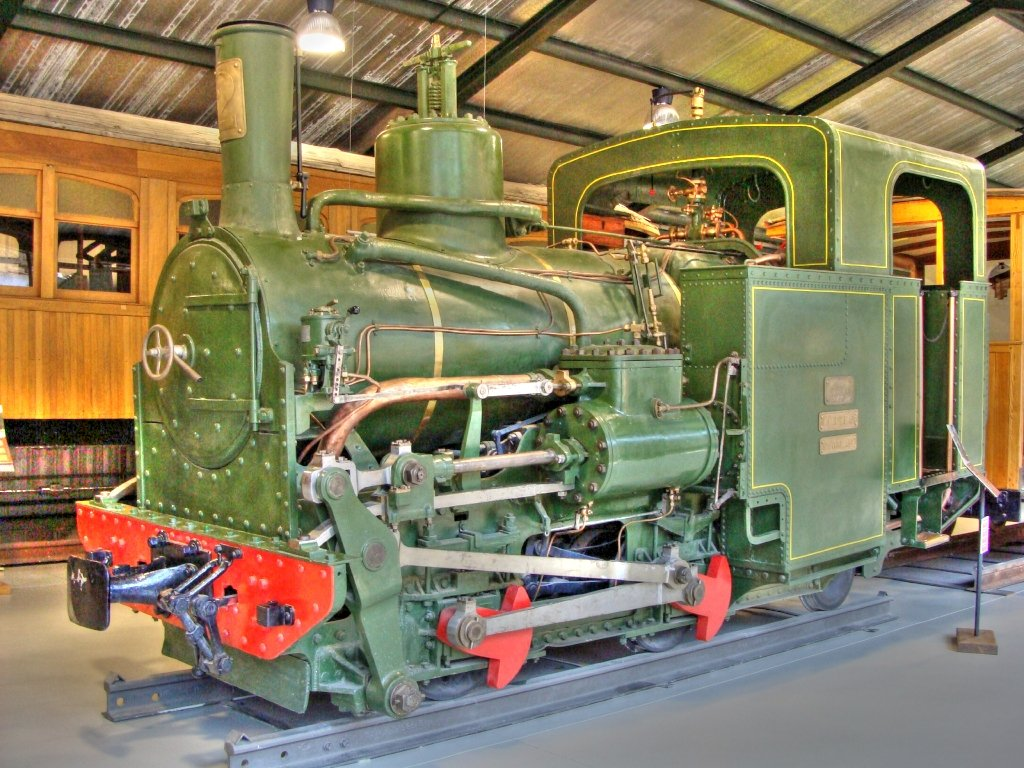
Zahnradlok Nr. 2 (1892) der Montserrat-Zahnradbahn
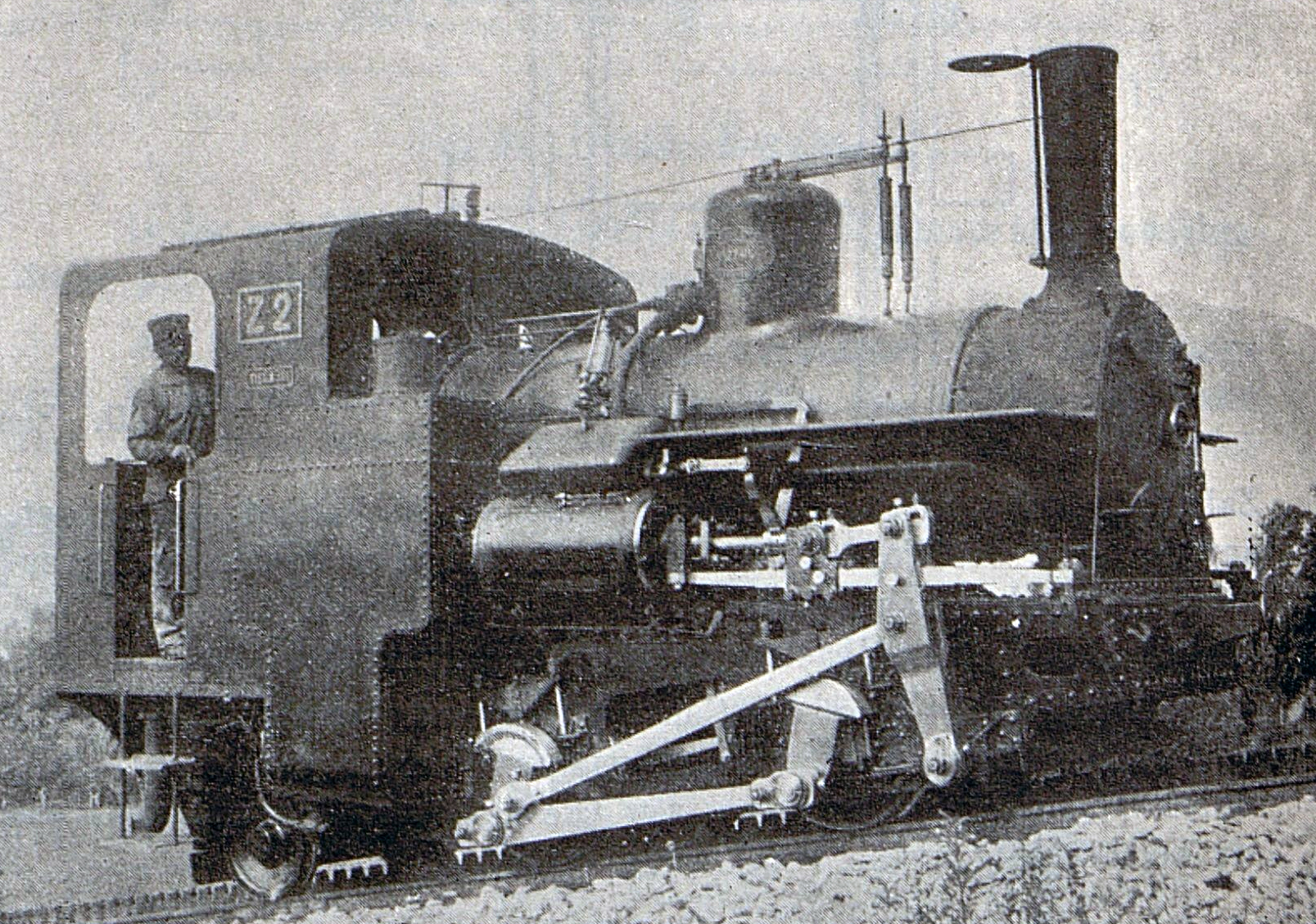
SKGLB Z2 im Urzustand (1893)
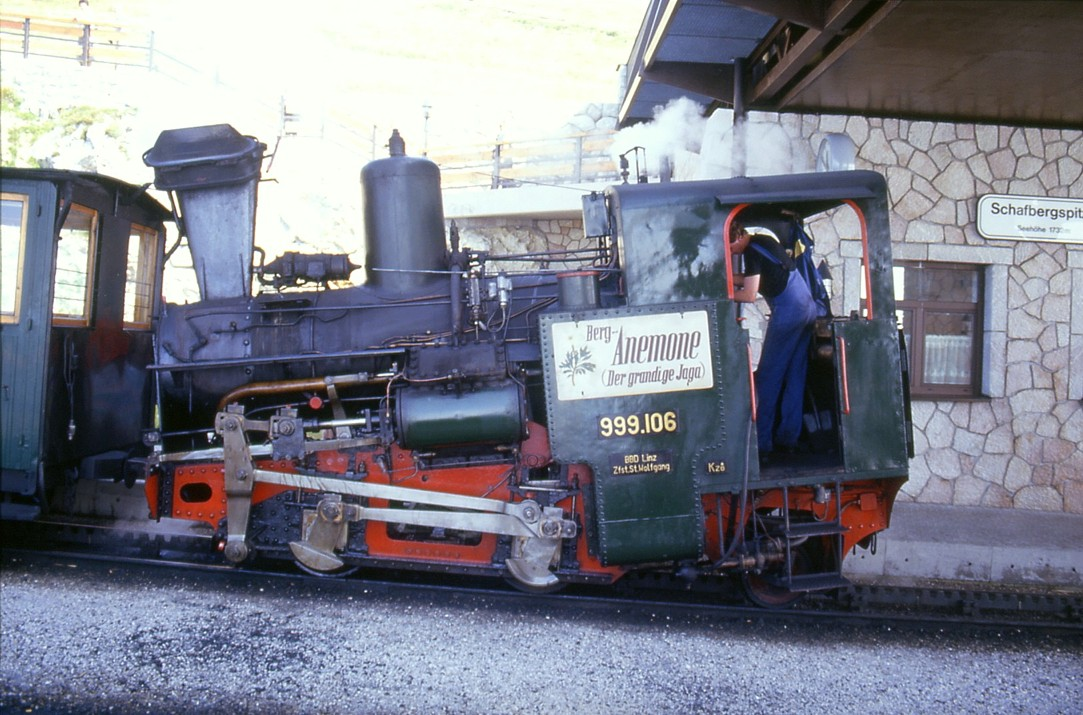
SKGLB Z6 im heutigen Zustand mit Giesl-Ejektor
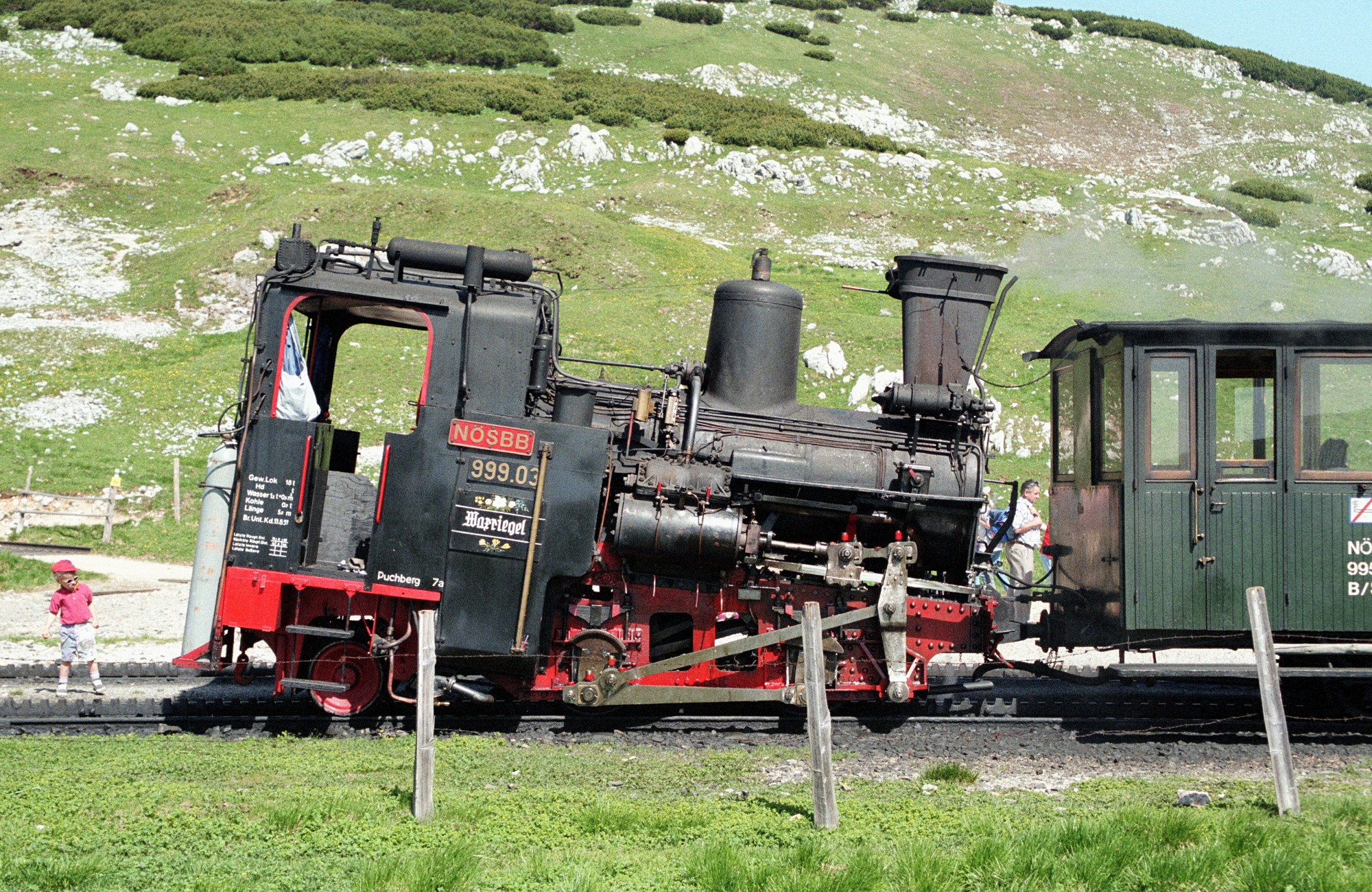
Lokomotive Z3 der Schneebergbahn (1896)
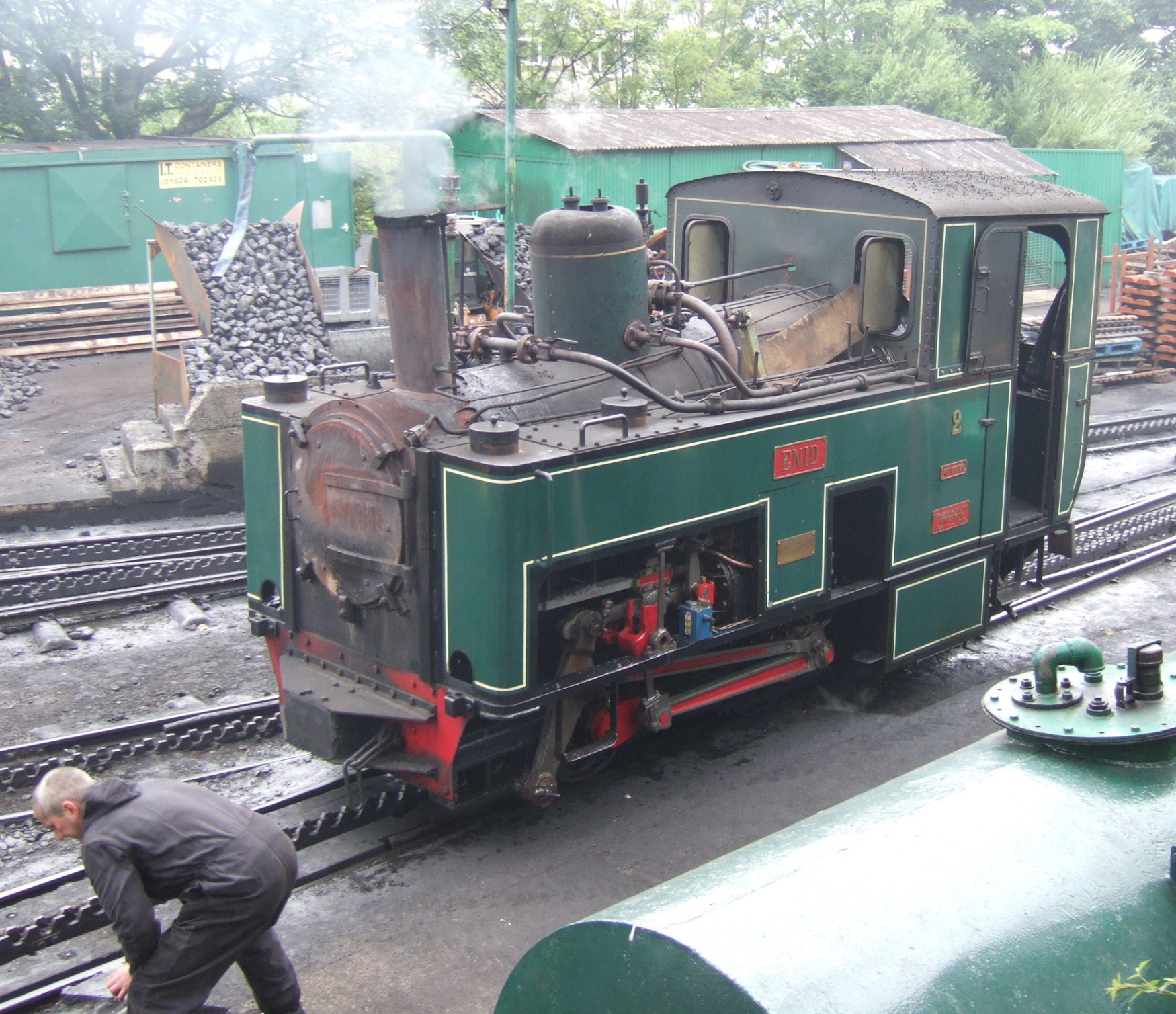
Lok Nr. 2 (1895) der Snowdon Mountain Railway
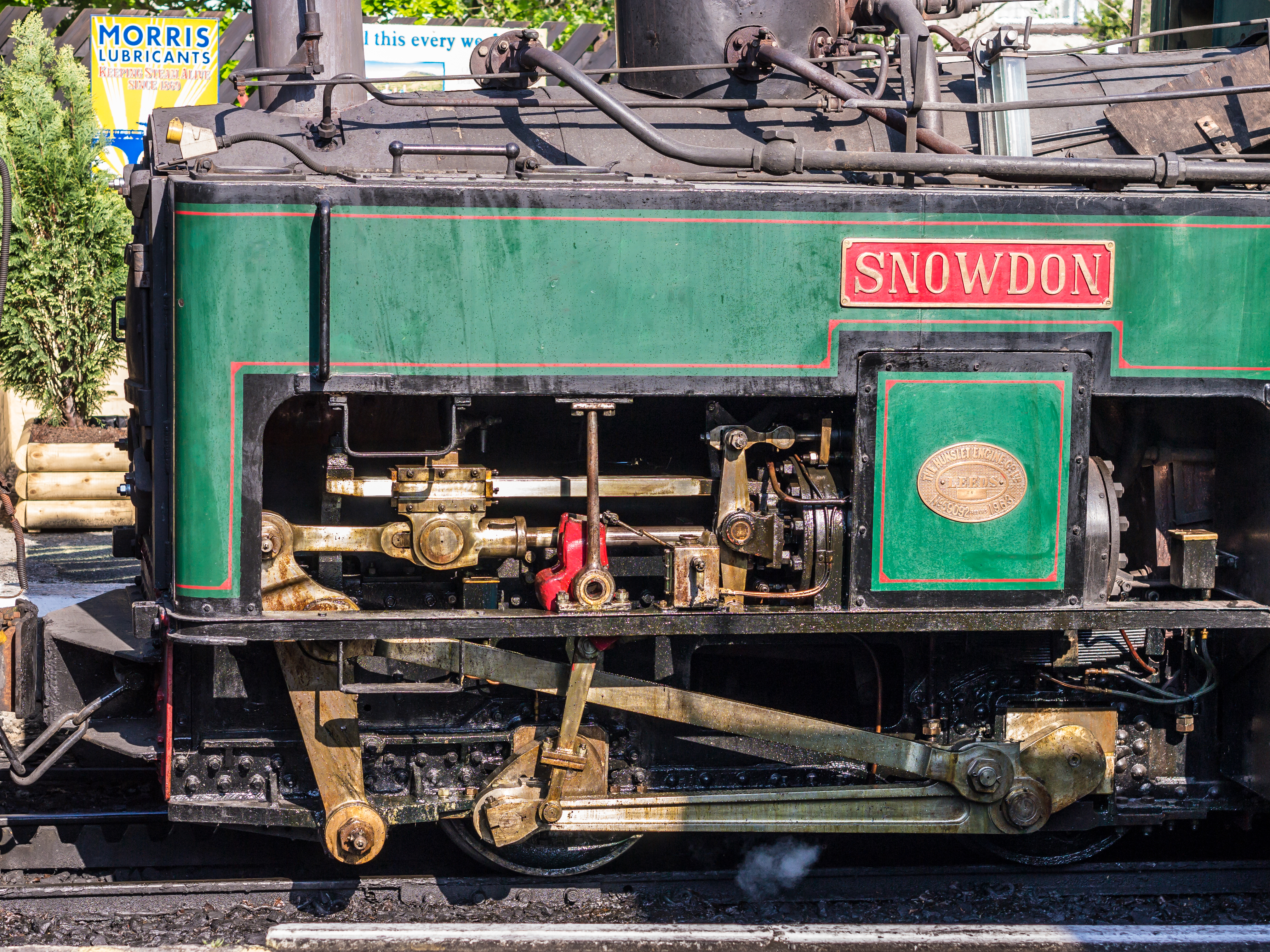
Triebwerk der Lok Nr. 4 «Snowdon» (1896) der Snowdon Mountain Railway
Werksfoto der Lok Nr. 8 «Eryri» (1923) der Snowdon Mountain Railway
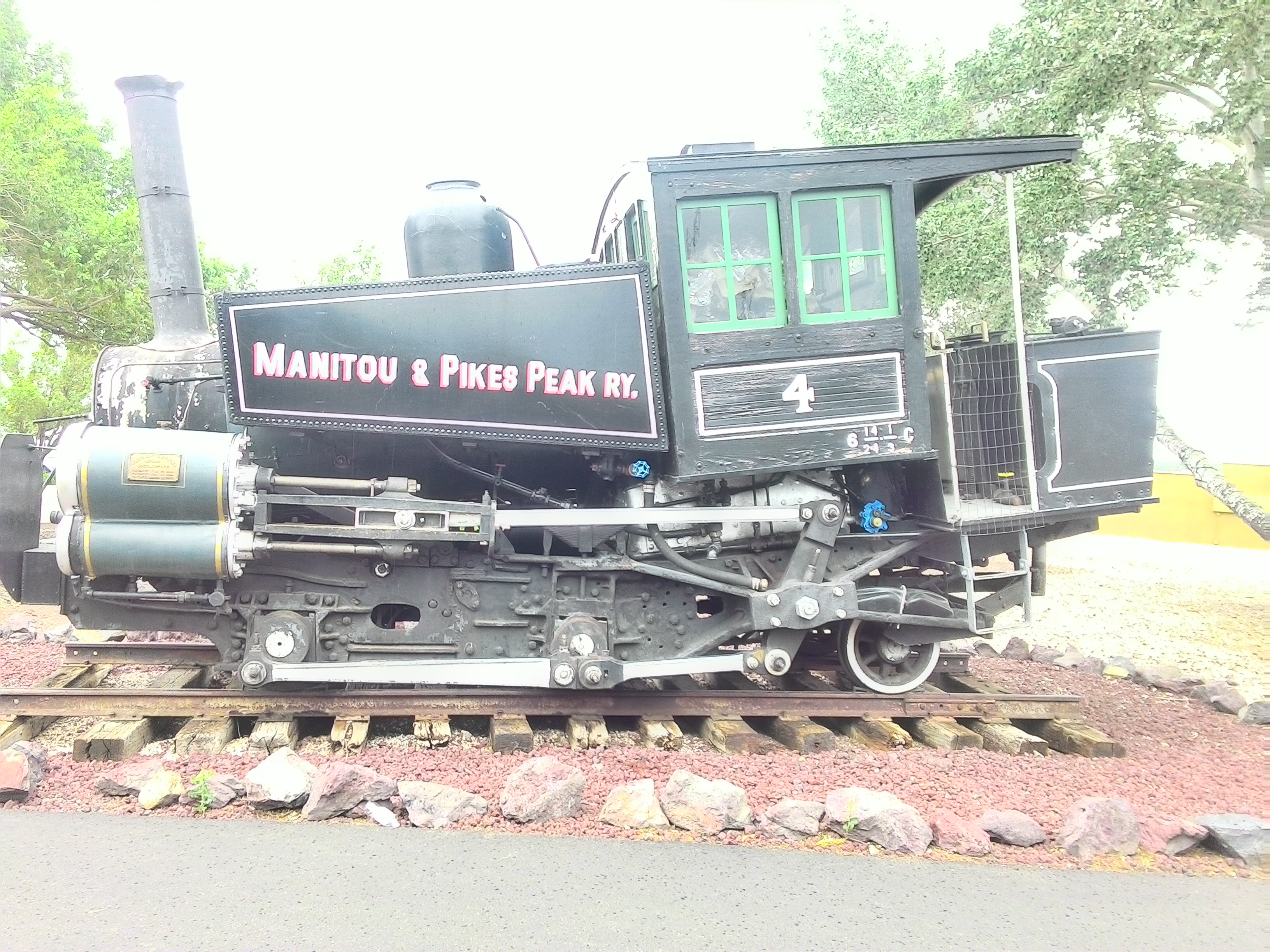
Lok 4 der Manitou and Pike´s Peak Railway von Baldwin mit umgekehrter Anordnung von Zylinder und Umkehrhebel

### Lokomotiven für gemischten Zahnrad- und Adhäsionsbetrieb
siehe auch: Triebfahrzeuge für gemischte Bahnen im Artikel Zahnradbahn
Lokomotiven der „gemischten“ Bauart Abt besaßen getrennte Triebwerke für Adhäsions- und Zahnradbetrieb. Carl Roman Abt war an den meisten Typen konstruktiv beteiligt und diese wurden nach seinen Vorgaben von verschiedenen Herstellern konstruiert und gebaut, darunter waren die SLM, die Wiener Lokomotivfabrik Floridsdorf, Dübs & Co. in Glasgow und Ancien Etablissements Cail in Paris.
Die Zahnräder wurden dabei in einem eigenen Hilfsrahmen (dem sogenannten Zahnradwagen) gelagert, welcher sich auf zwei Achsen abstützte. Ein Höhenausgleich wegen der Abnutzung der Räder war durch Beilagen möglich. Die Zahnräder wurden von zwei separaten Innenzylindern angetrieben, der Antrieb der Adhäsionsachsen erfolgte über die Außenzylinder. Die Steuerungen der beiden Triebwerke wurden teilweise getrennt oder auch gemeinsam betätigt, während getrennte Regler für das Zahnradtriebwerk und das Adhäsionstriebwerk vorhanden waren. Anfänglich wurden damit alle vier Zylinder mit Frischdampf versorgt, erst recht spät wurden auch Verbundantriebe ausgeführt. Im letzteren Fall war ein Hilfsregler für das Zahnradtriebwerk notwendig (zum Einfahren in die Zahnstange oder zum Vorwärmen der Zylinder). Die Einfahrt in die Zahnstange erfordert dabei erhöhte Aufmerksamkeit und eine große Anzahl an Bedienungshandlungen des Lokführers, erst recht bei Talfahrt.

#### Normalspurlokomotiven
Die ersten Lokomotiven nach Bauart Abt wurden 1886 an die Harzbahn der Halberstadt-Blankenburger Eisenbahn geliefert. Der Antrieb der recht kleinen Zahnräder erfolgte noch über Schwinghebel.

1890 folgten die Lokomotiven der Reihe kkStB 69 für die Erzbergbahn in Österreich, bei denen die Zahnräder direkt angetrieben wurden. Diese Ausführung wurde dann zum Standard der Bauart Abt.

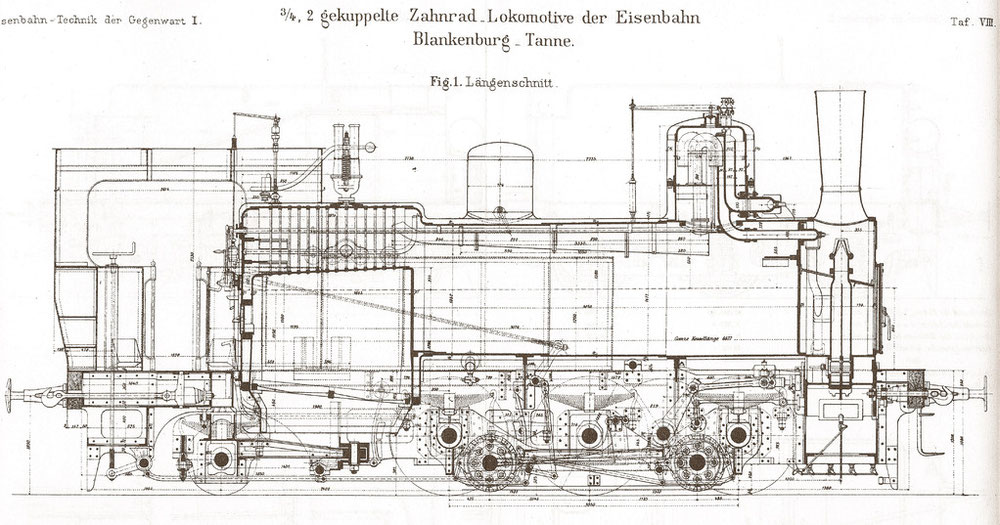
Schnittzeichnung der C1-Zahnrad- und Adhäsionslok der Harzbahn von 1886
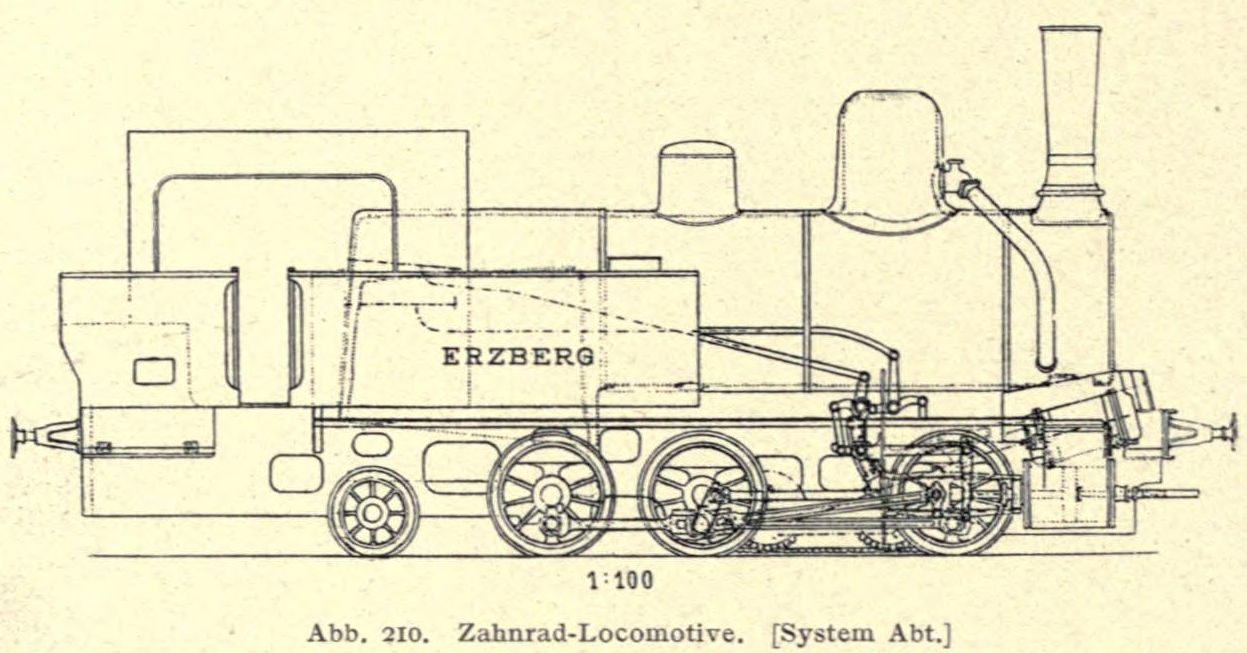
Übersichtszeichnung der Erzbergbahn-Lokomotive der Reihe kkStB 69 (Floridsdorf 1890–1908), gut zu sehen auch die schrägliegenden Innenzylinder des Zahnradtriebwerkes
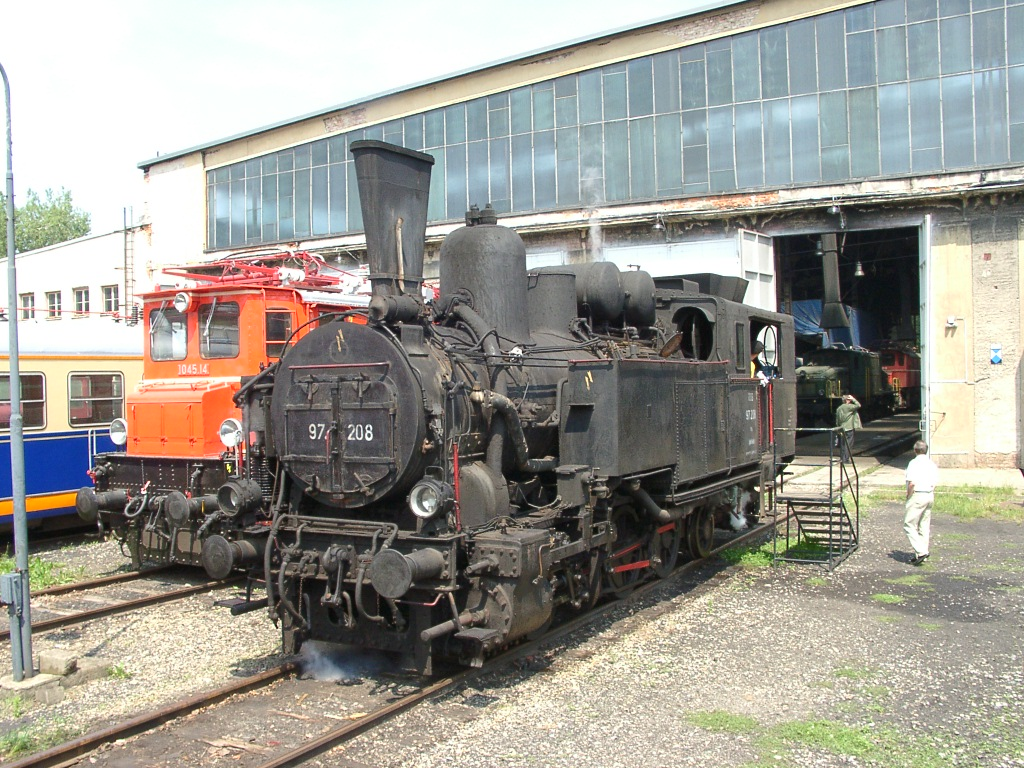
Erzbergbahn-Lokomotive der Reihe ÖBB 97
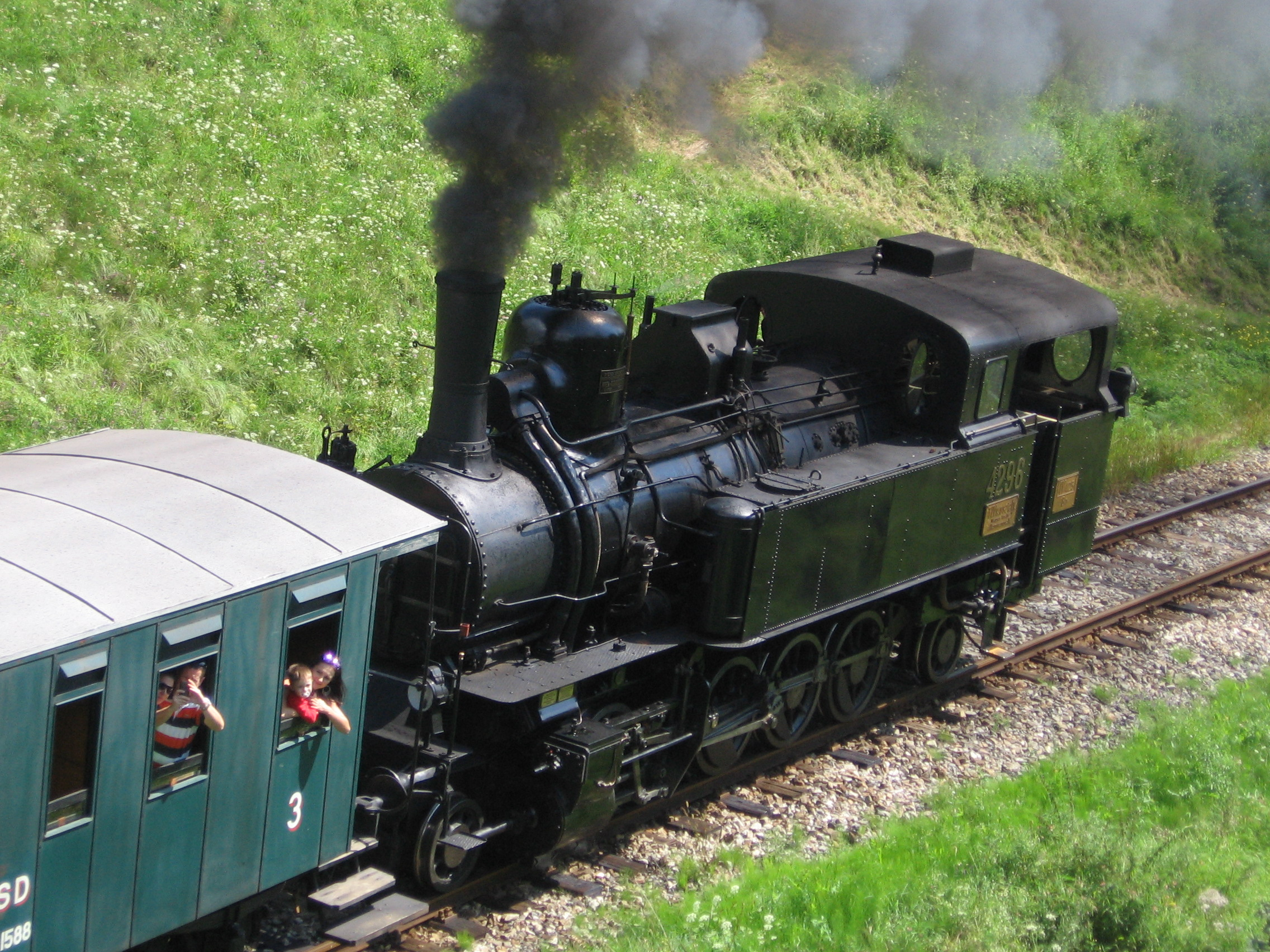
Restaurierte Lokomotive MAV TIVc 4296 (Floridsdorf 1906) im Einsatz auf der Zahnradbahn Podbrezova-Tisovec
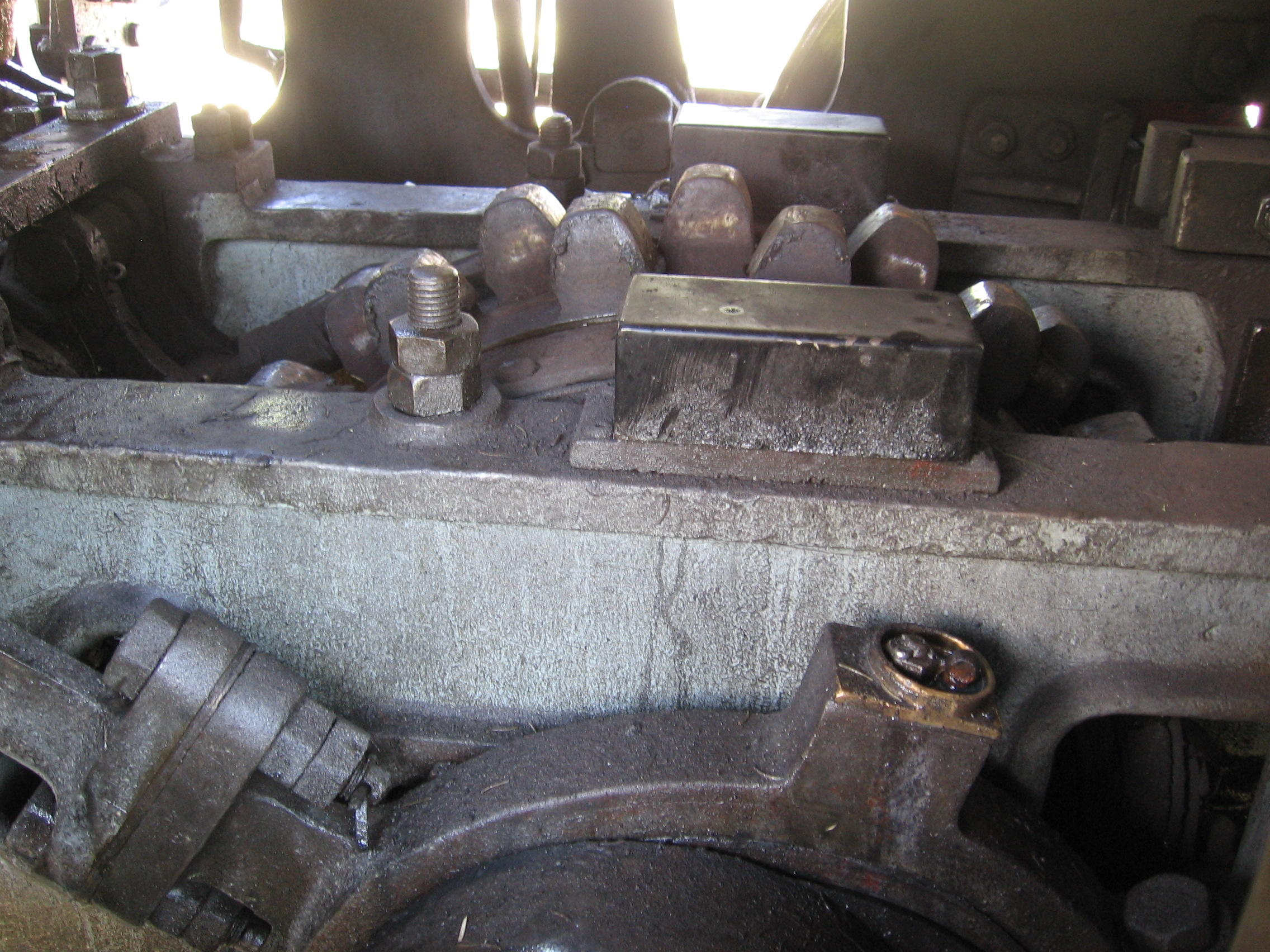
Zahnrad im Zahnradwagen der T IVc 4296, im Vordergrund die Exzenterscheibe der Steuerung des Innentriebwerkes
F'zzh4t - Lokomotive Reihe kkStB 269 der Erzbergbahn (Floridsdorf 1912), konstruiert von Karl Gölsdorf. Bis 1942 stärkste Zahnradlokomotive der Welt

#### Schmalspurlokomotiven
Bei den vielen schmalspurigen Typen verursachte die Unterbringung der Innenzylinder und des Zahnradwagens enorme konstruktive Schwierigkeiten. Während die normalspurigen Bauarten einen Innenrahmen besaßen, erhielten die schmalspurigen Lokomotiven aus Platzgründen einen Außenrahmen und Hallsche Kurbeln. Durch die sehr beengten Platzverhältnisse waren öfter besondere Lösungen notwendig.
1890 wurden die ersten schmalspurigen Lokomotiven der Bauart Abt für die Narentabahn in Bosnien gebaut. Die Spurweite von 760 mm und die relativ engen Radien erforderten einen kurzen Radstand, weshalb die Zahnräder jeweils einzeln zwischen den Adhäsionsachsen untergebracht waren. Der Antrieb erfolgte deshalb über einen Doppelkreuzkopf und separate Treibstangen.
Auch die Czz’1-t-Lokomotiven der Zahnradbahn Diakopto-Kalavryta in Griechenland (Cail 1891) besitzen aufgrund der geringen Spurweite von 750 mm und der geringen Lokomotivlänge ein besonderes Triebwerk. Während die Adhäsionsachsen über die äußeren Zylinder und Hallsche Kurbeln angetrieben werden, erfolgt der Zahnradantrieb durch zwei über der mittleren Treibachse im Rahmen gelagerte Zylinder. Diese treiben über die Kolbenstangen, Kreuzkopf, Pleuelstange, Umkehrhebel, Treib- und Kuppelstangen die beiden im Zahnradwagen gelagerten Zahnräder an. Der Aufbau ähnelt der Ausführung für reine Zahnradloks, nur als Innentriebwerk.
Ebenfalls für Bosnien wurde 1906 eine weitere Sonderausführung unter Mitarbeit von Carl Roman Abt entwickelt (BHStB IIIc5 751–752). Ähnlich einer Lokomotive der Bauart Mallet war das vordere Gestell schwenkbar und diente der Aufnahme des Zahnradantriebs. Allerdings bewährten sich weder der Kessel noch das Triebwerk, sodass weiterhin die Type BHStB IIIc5 701–721 beschafft wurde.
Ähnliche Lokomotiven nach Bauart Kitson-Mayer für die Transandenbahn konnten sich dagegen im Betrieb bewähren, allerdings wurde der zusätzliche Zahnradantrieb im Reibungstriebwerk wegen einiger Probleme bald ausgebaut. Von 1907 bis 1912 wurden sechs Stück für die argentinische Strecke und drei für die chilenische geliefert. Die Maschinenfabrik Esslingen baute 1908 und 1911 unter Mitwirkung von Roman Abt ebenfalls für die FCTC noch zwei Lokomotiven der Bauart Mallet mit sogar drei Triebzahnrädern.
Bei den ab 1913 gebauten Lokomotiven HG 3/4 für die Bahnstrecke Brig–Disentis (Furka-Oberalp-Bahn) wurden die Zahnradzylinder für einen Betrieb im Verbund vergrößert ausgeführt, womit gemeinsam mit der Verwendung von Heißdampf der Dampfverbrauch deutlich verringert werden konnte. Die 1924 gebauten Lokomotiven der Serie S der Libanonbahn waren schließlich die letztgebauten Dampflokomotiven der Bauart Abt, gleichzeitig gehörten sie aber zu den stärksten im Meterspurbereich.

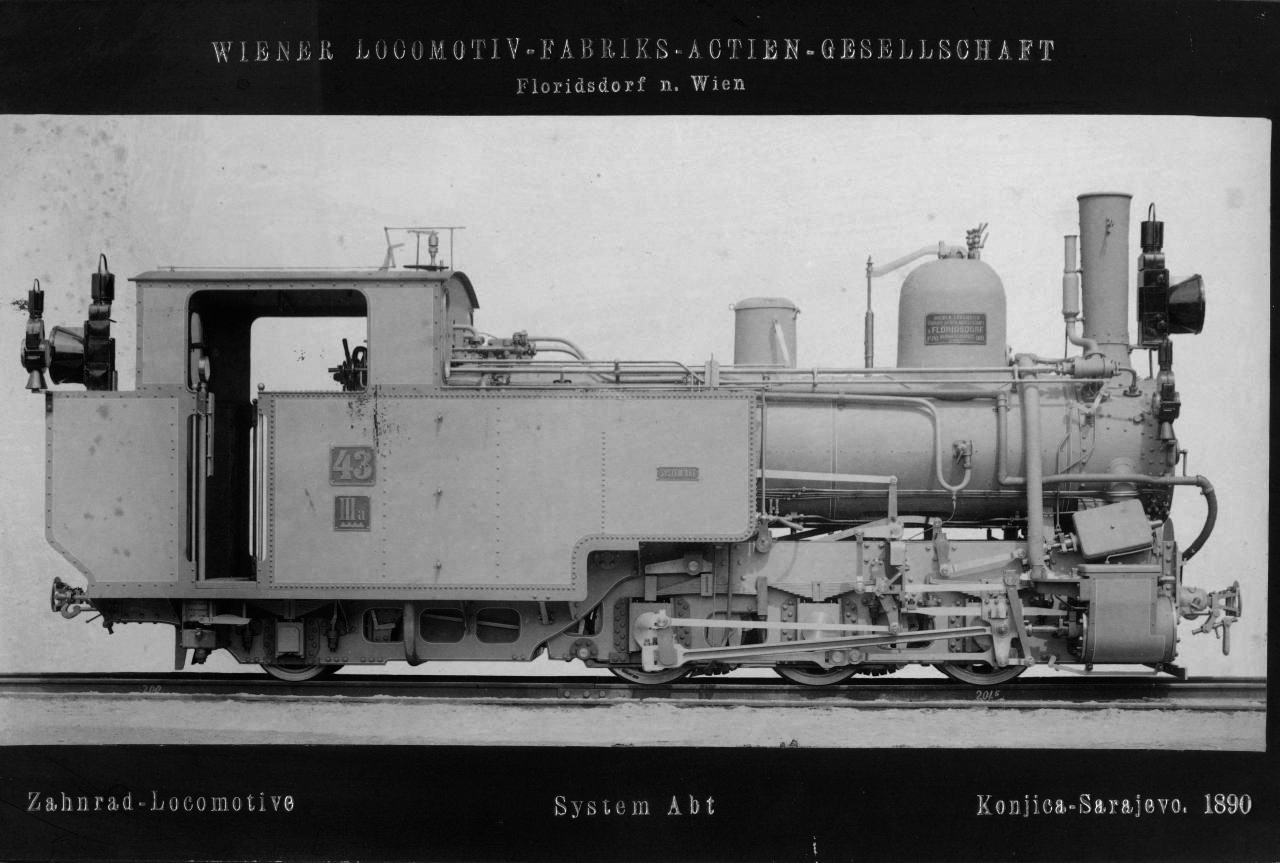
BHStB IIIb4 - Czz’1 n4st Stütztenderlokomotive (Floridsdorf 1890)
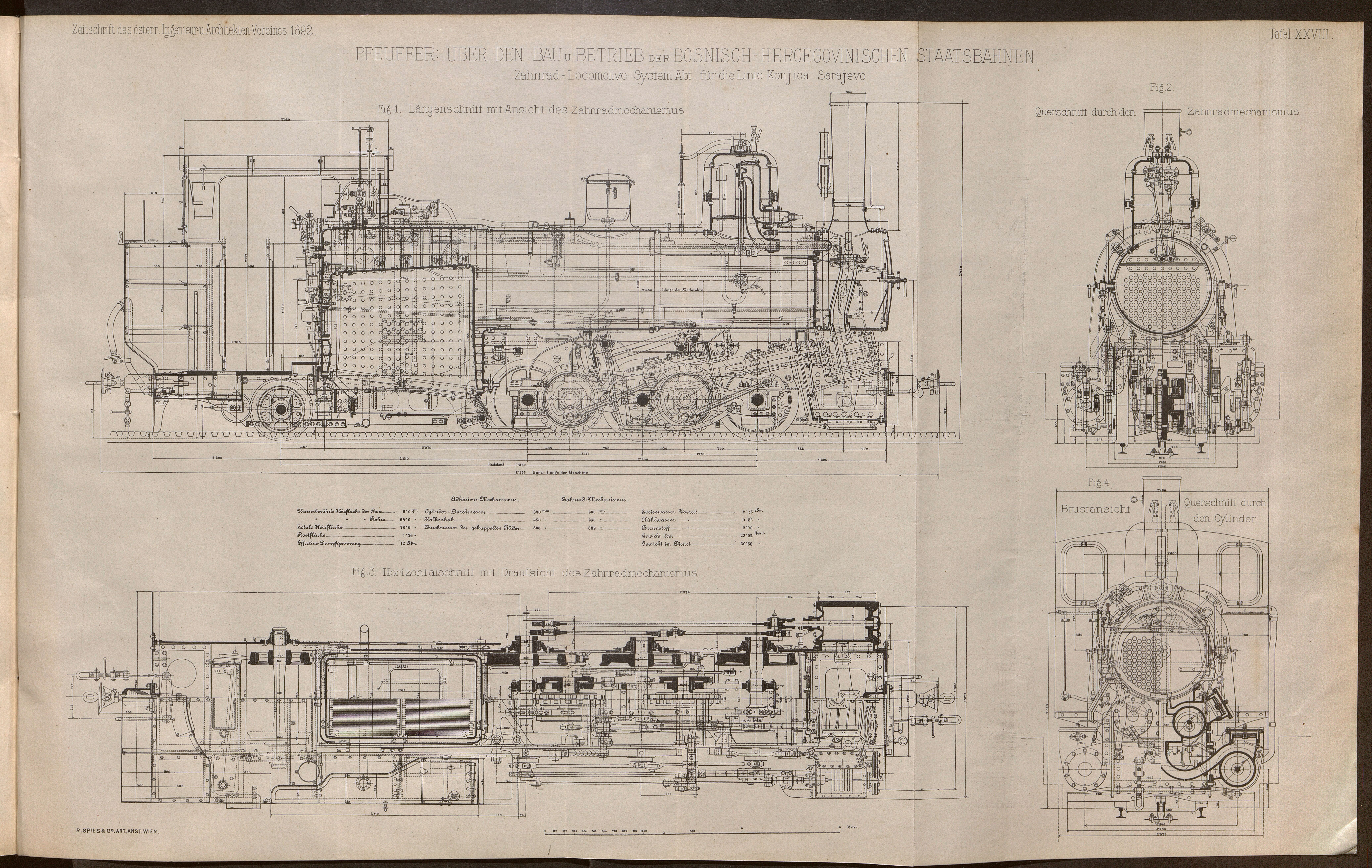
BHStB IIIb4
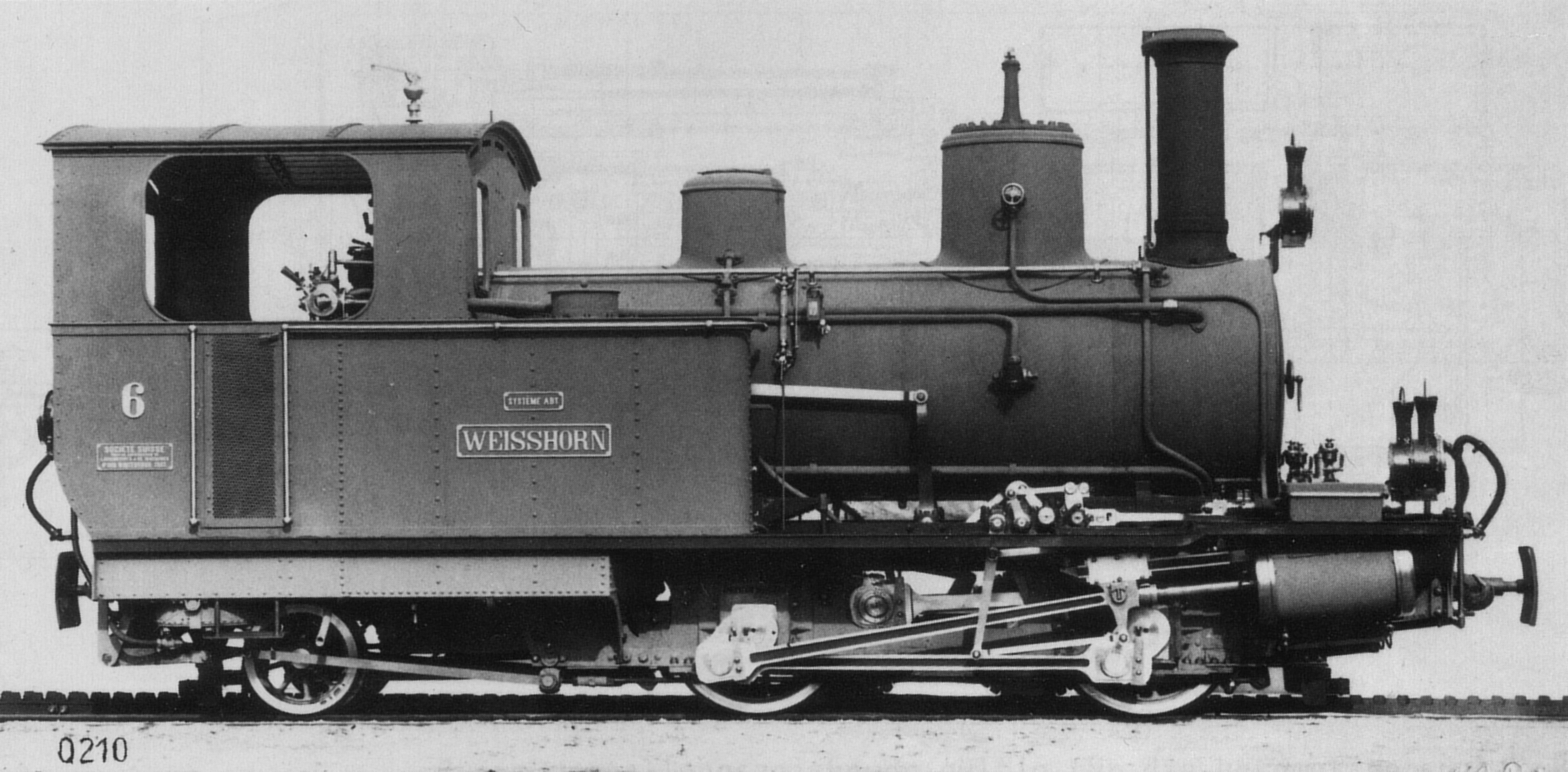
HG 2/3 der Visp-Zermatt-Bahn (SLM 1890)
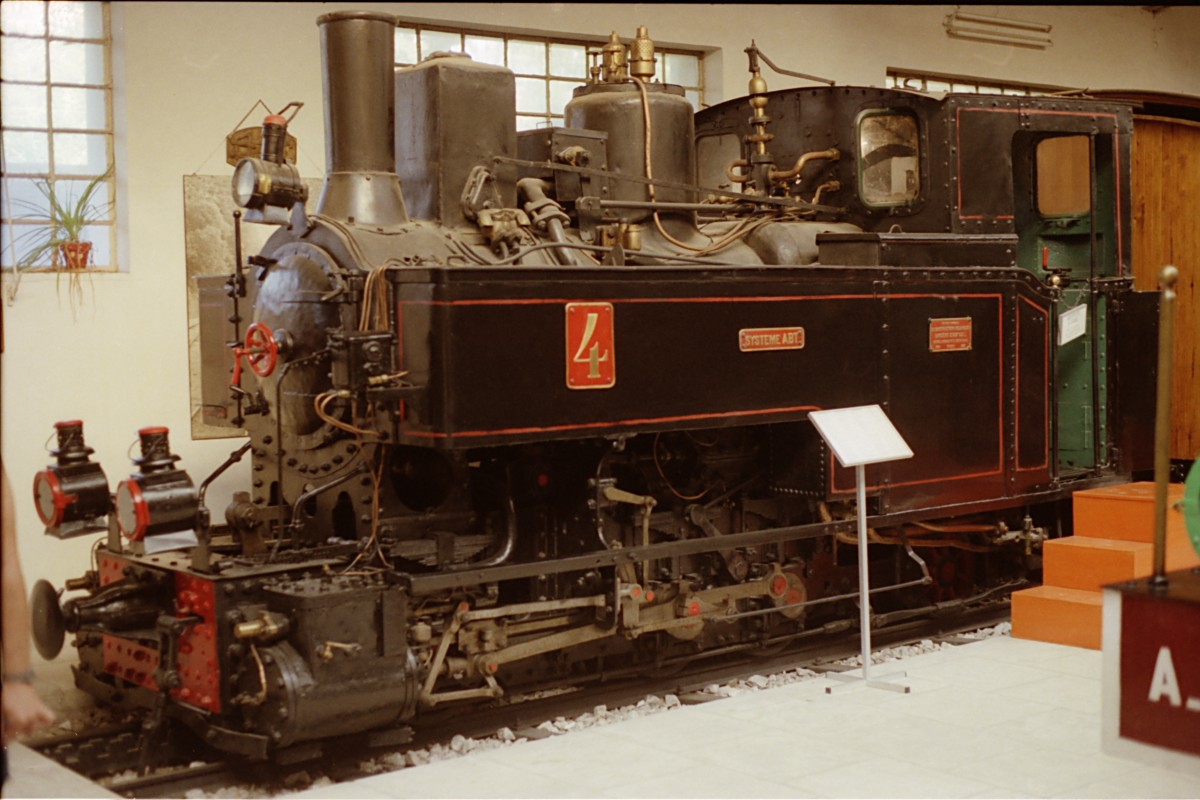
Lok Nr. 4 für Diakopto-Kalavryta für 750-mm-Spur (Cail 1891)
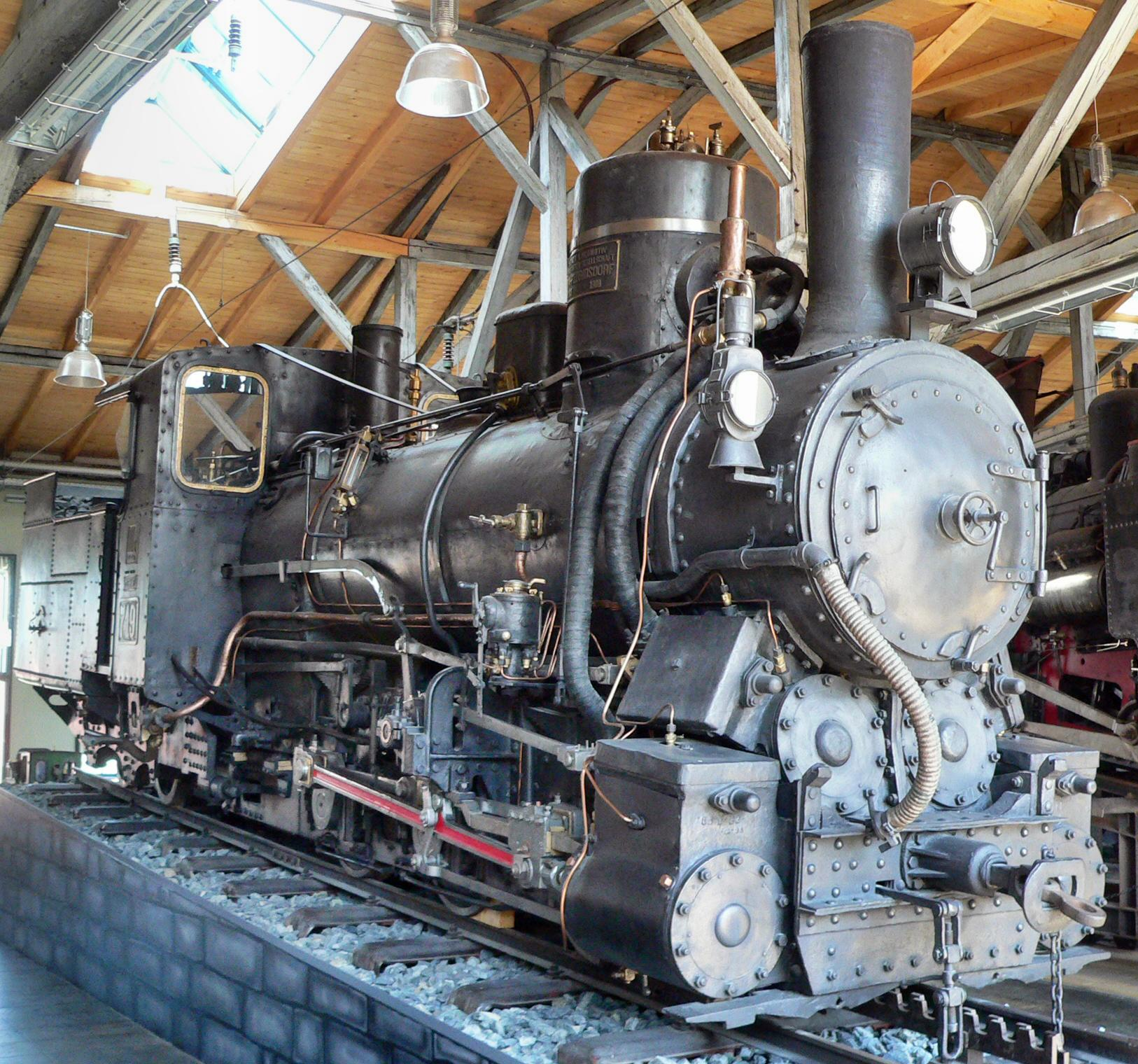
BHStB IIIc5 - Czz’2 n4st Stütztenderlokomotive (Floridsdorf 1894–1919)
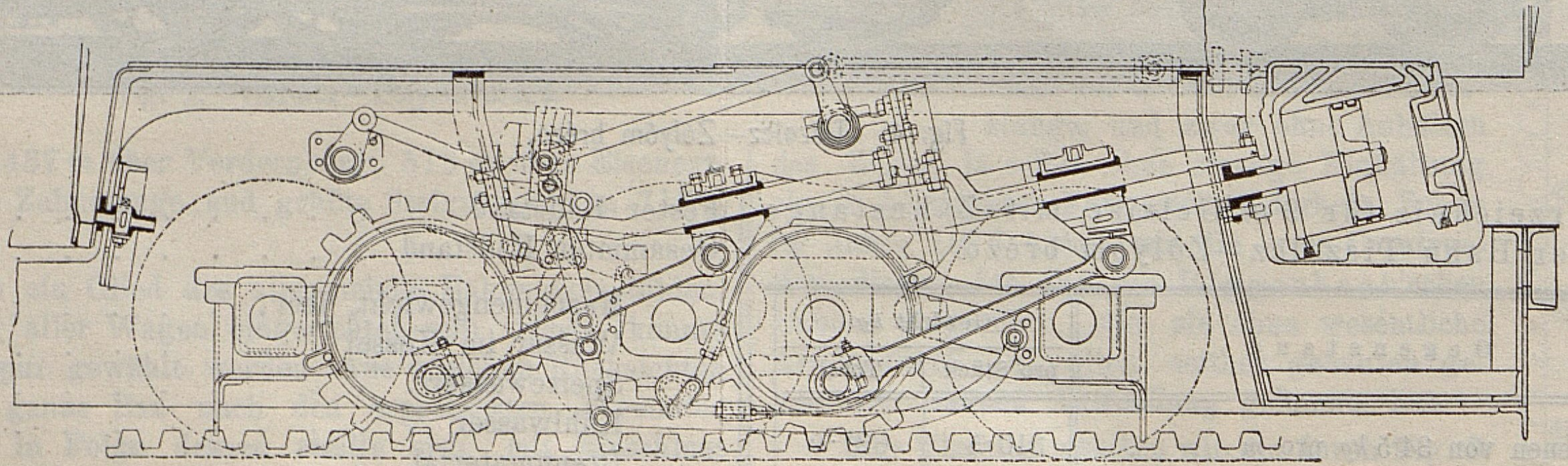
Antrieb der Zahnräder der BHStB IIIc5 mittels Doppelkreuzkopf
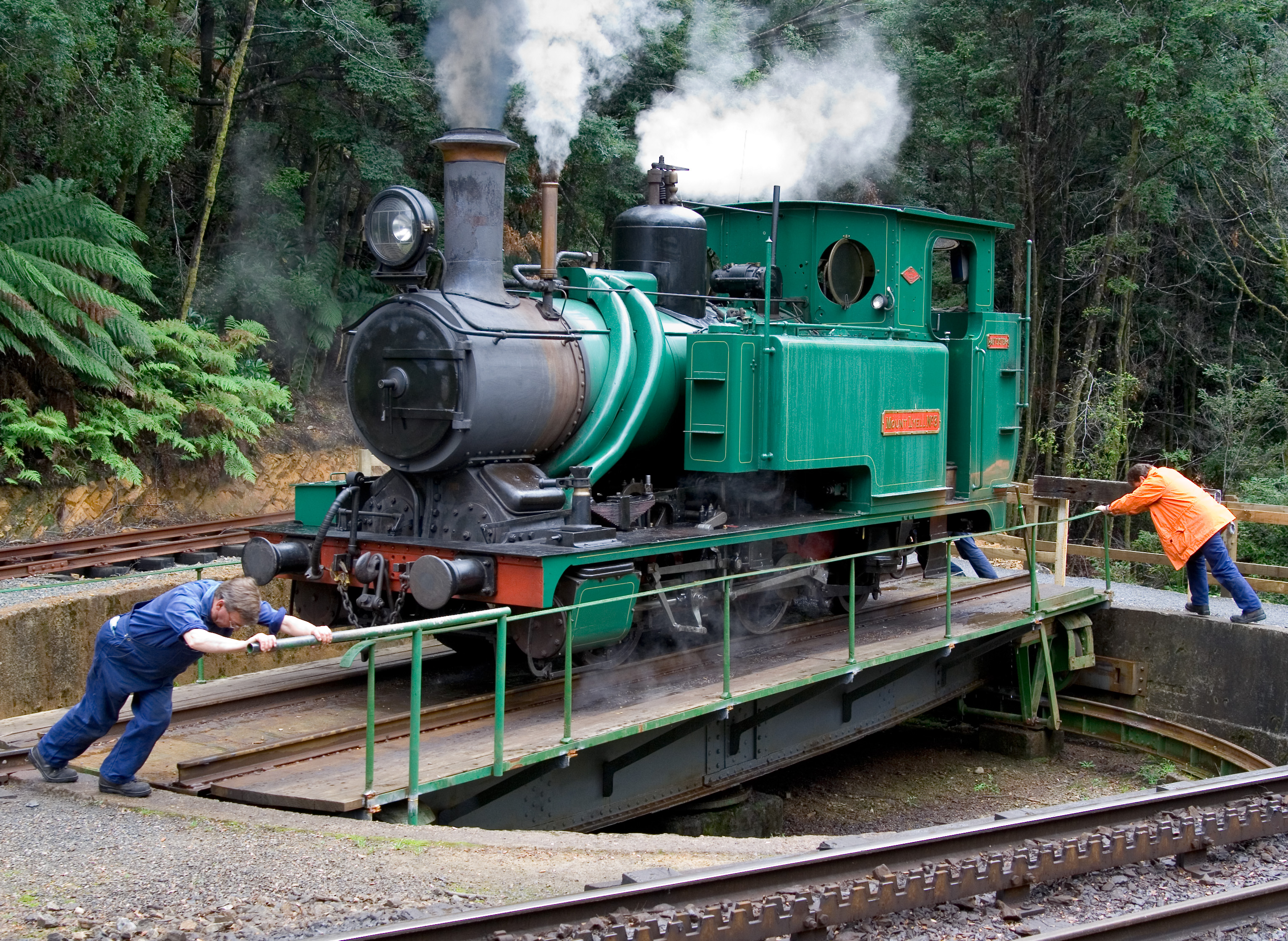
Lok Nr. 3 der West Coast Wilderness Railway in Tasmanien (Dübs 1896)
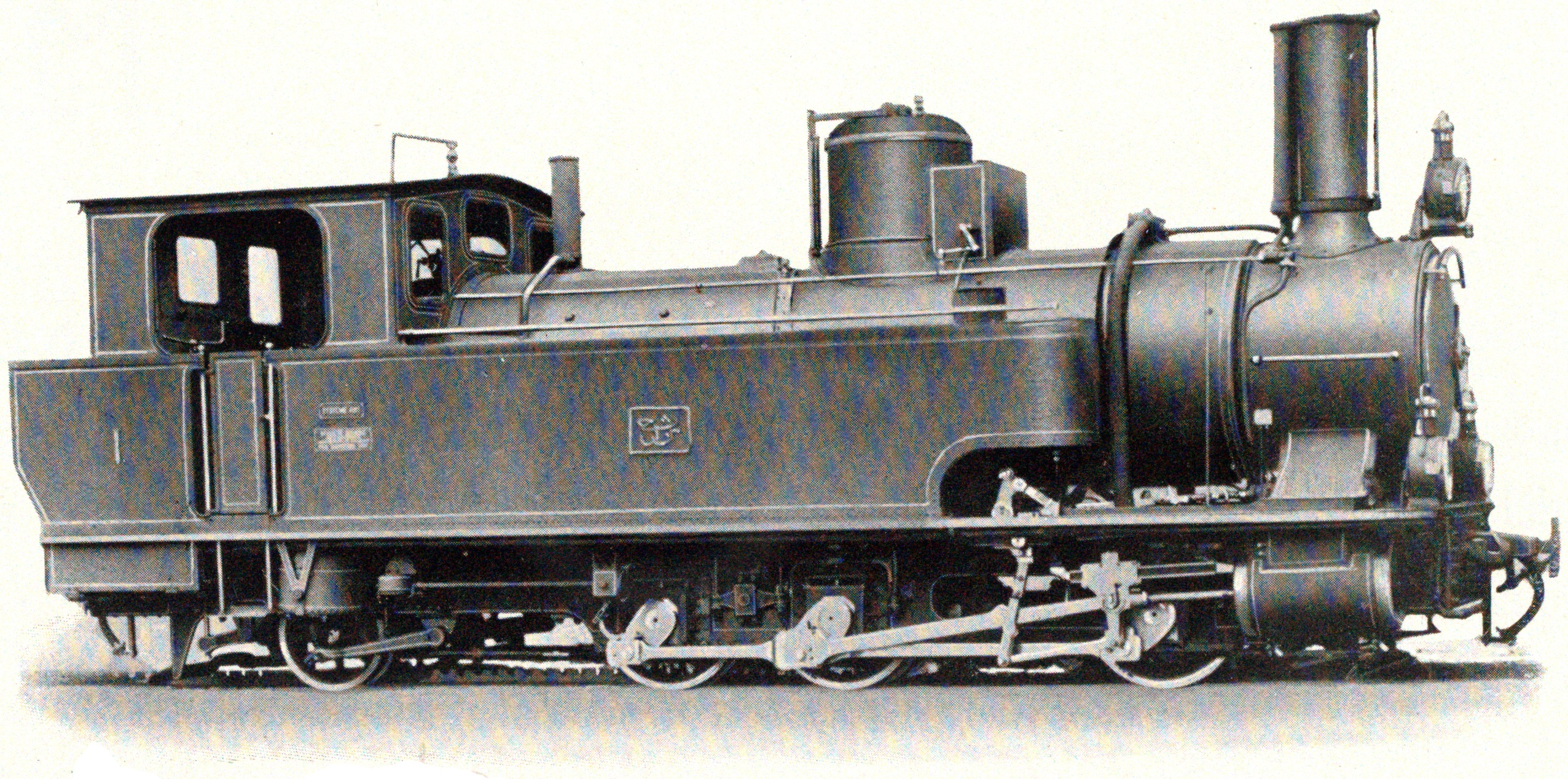
Serie B der Libanonbahn (SLM 1896)
Serie A der Libanonbahn (SLM 1906)
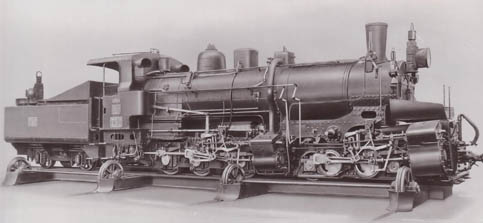
Lokomotive BHStB IIIc5 751 (Floridsdorf 1906)
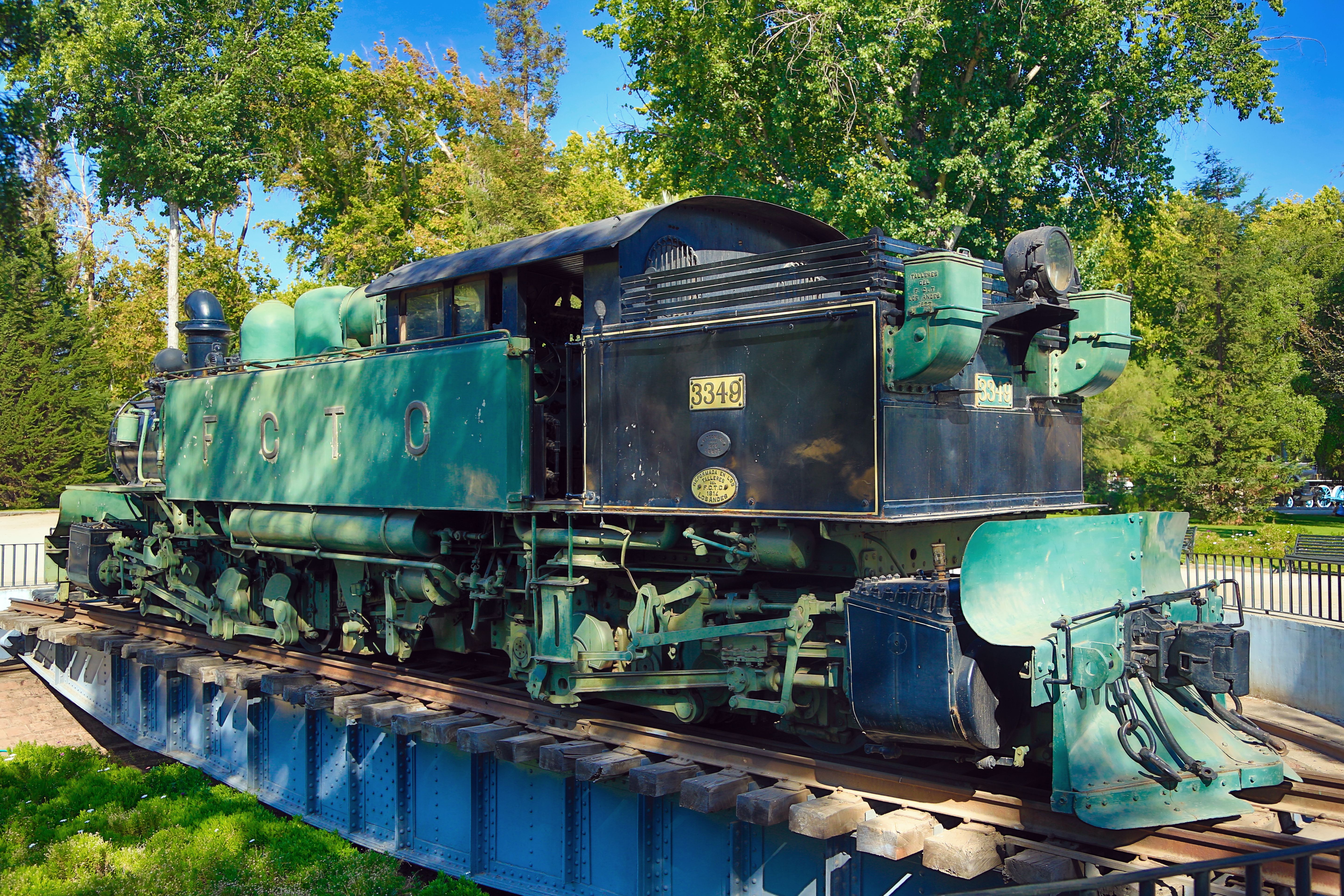
Transandenbahn Z 3349 Bauart Kitson-Mayer mit Zahnraddrehgestell System Abt (KML 1909)
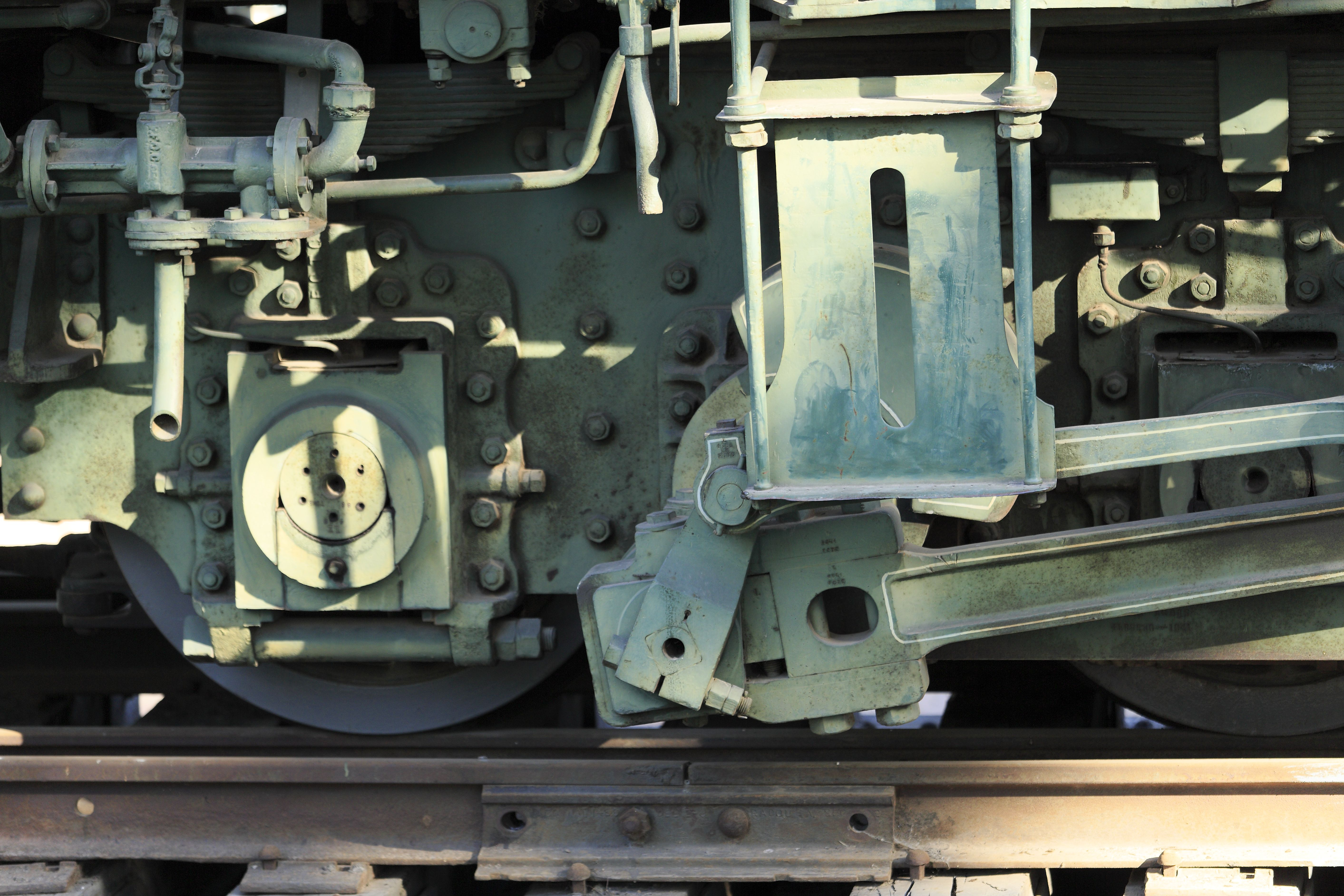
Antrieb der Zahnradachse der Z 3349
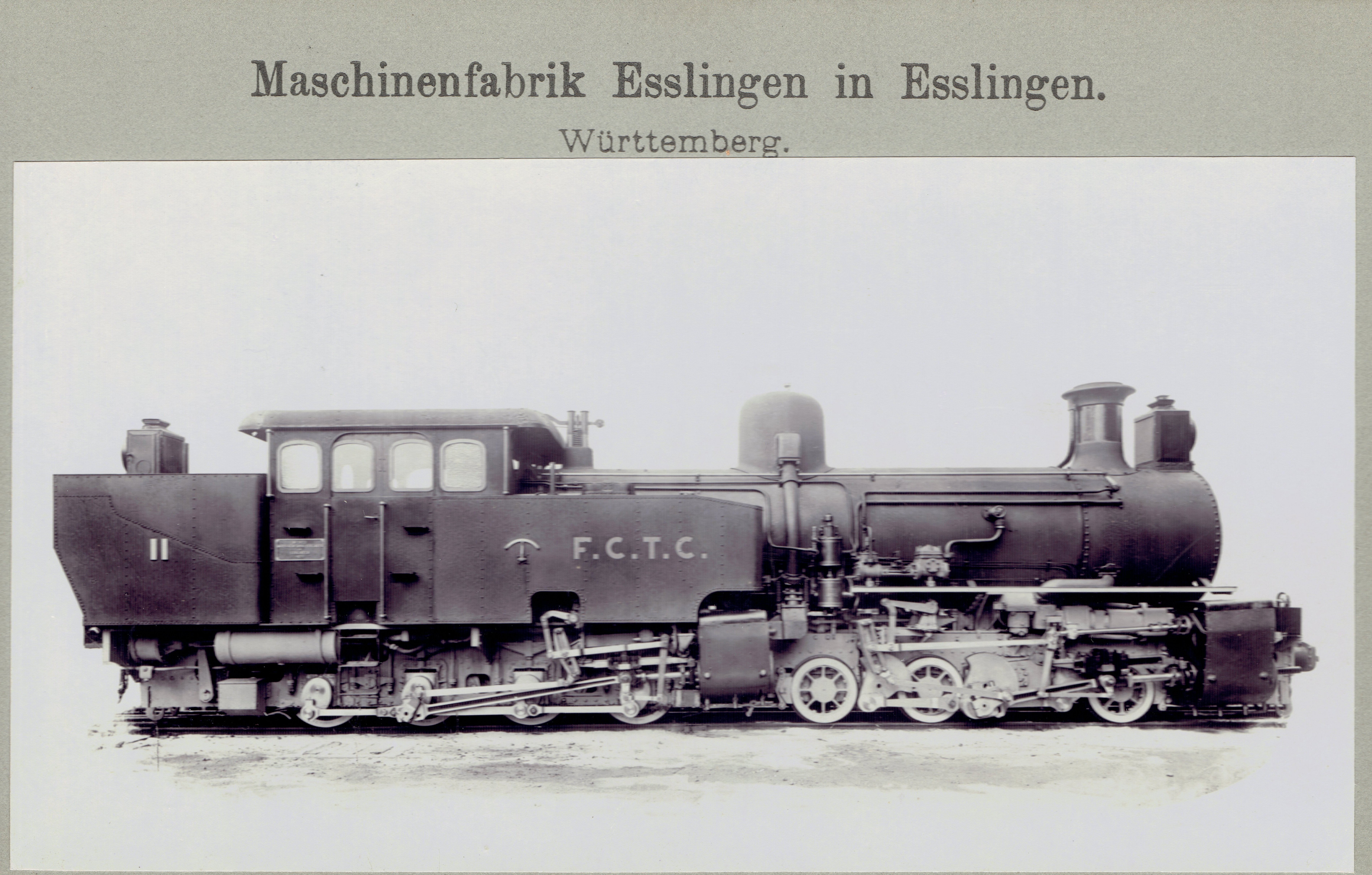
FCTC Nr. 11, Mallet 3zzz'D n4vt (Esslingen 3623/1911)
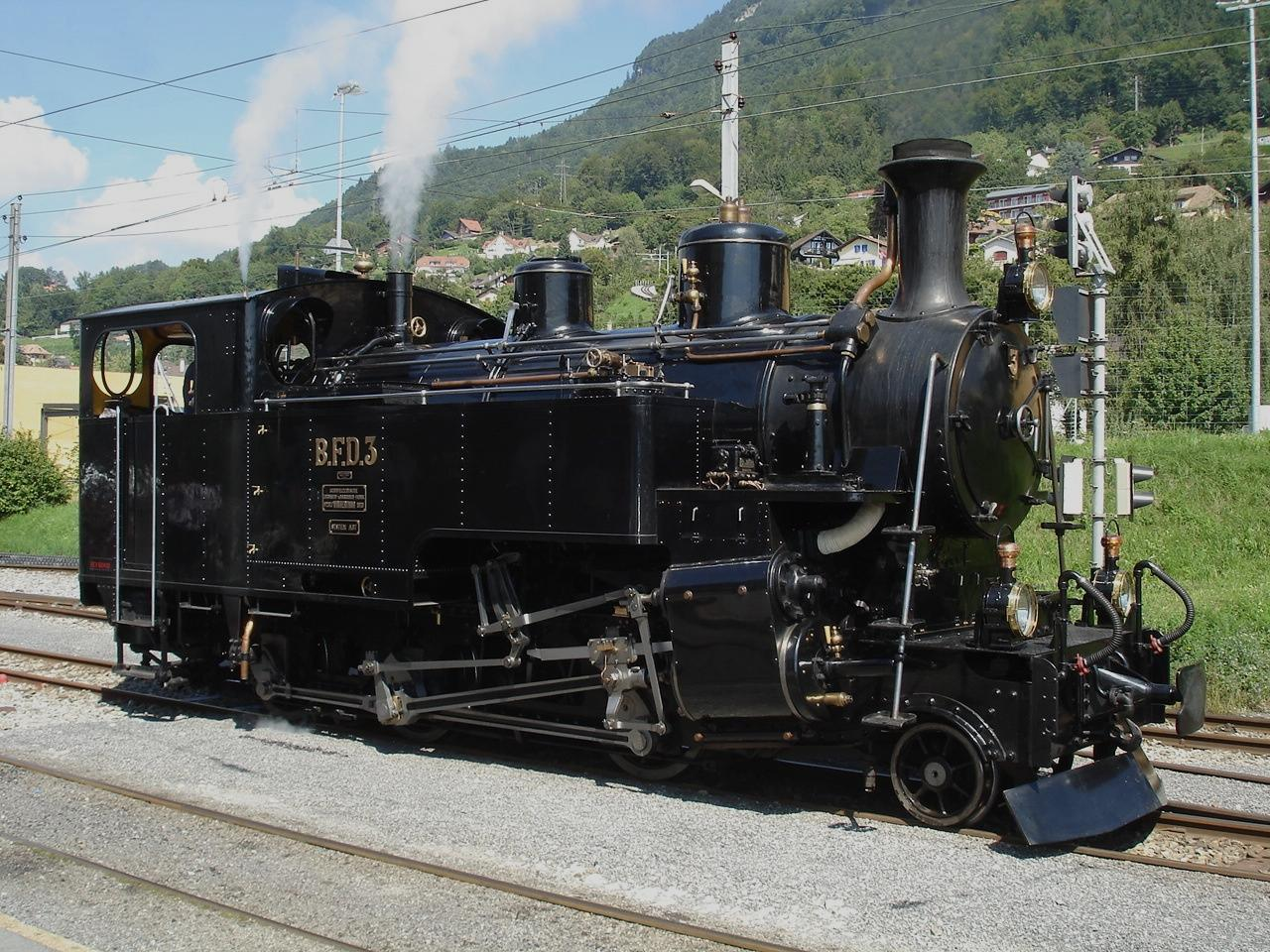
HG 3/4 der Furka-Oberalp-Bahn (SLM 1913/14)
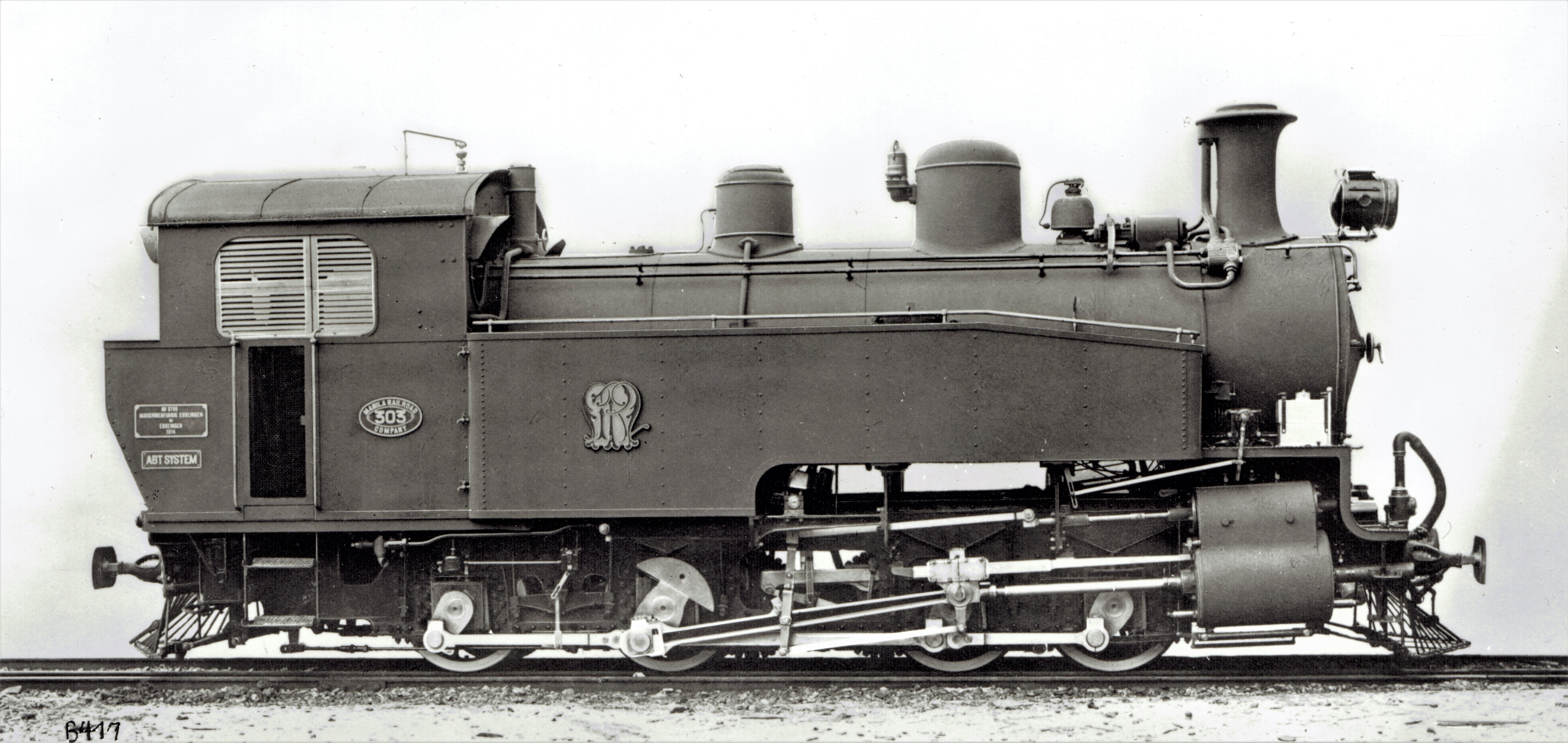
Manila Railroad Nr. 303 (Esslingen 1914)
Serie S der Libanonbahn (SLM 1924)

#### Unterschied zu anderen Antriebsbauarten
Frühere Bauarten (für andere Zahnstangensysteme) besaßen dagegen meist verkuppelte Antriebe mit nur einem Antriebszylinderpaar. Der sehr einfache Aufbau führte aber zu Zwängungen durch die nicht vermeidbaren Durchmesserunterschiede zwischen dem Teilkreisdurchmesser der Zahnräder und den sich abnutzenden Adhäsionsrädern. Dieser zu erhöhter Beanspruchung des Triebwerks und verminderter Ausnutzung der Adhäsion führende Umstand konnte durch getrennte Triebwerke behoben werden, bei allerdings deutlich höherer Komplexität und Vielteiligkeit der Antriebe. Dadurch wurden aber andererseits Strecken mit überwiegendem Adhäsionsantrieb kombiniert mit längeren Zahnradabschnitten überhaupt erst möglich (mit vergleichsweise weniger Verschleiß und höheren Zuglasten).
Der später entwickelte Antrieb System Winterthur behob viele der oben beschriebenen Nachteile, auch indem der Großteil der beiden Triebwerke von außen zugänglich war.